# 翠林邨

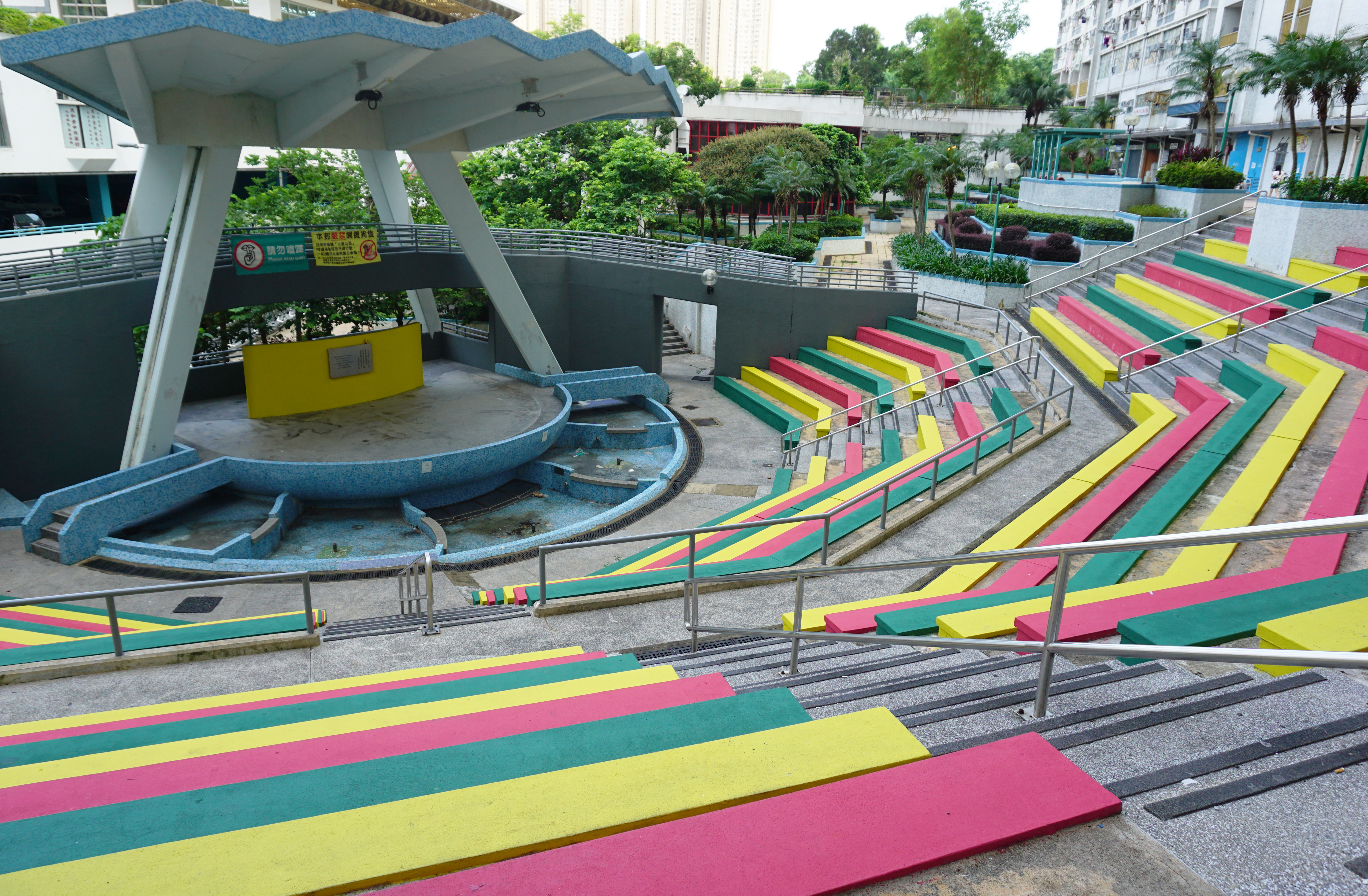
中央廣場

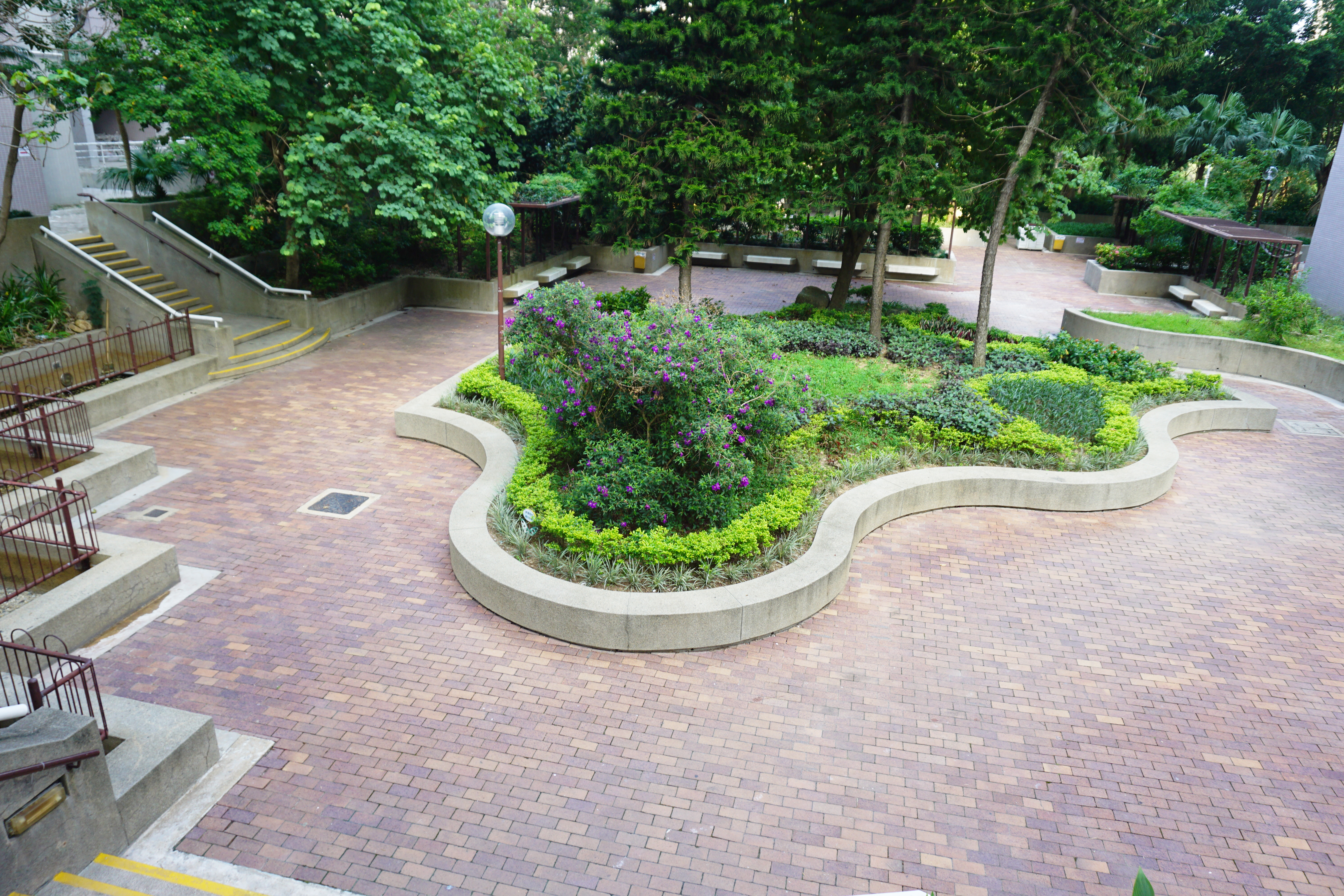
景明苑園景

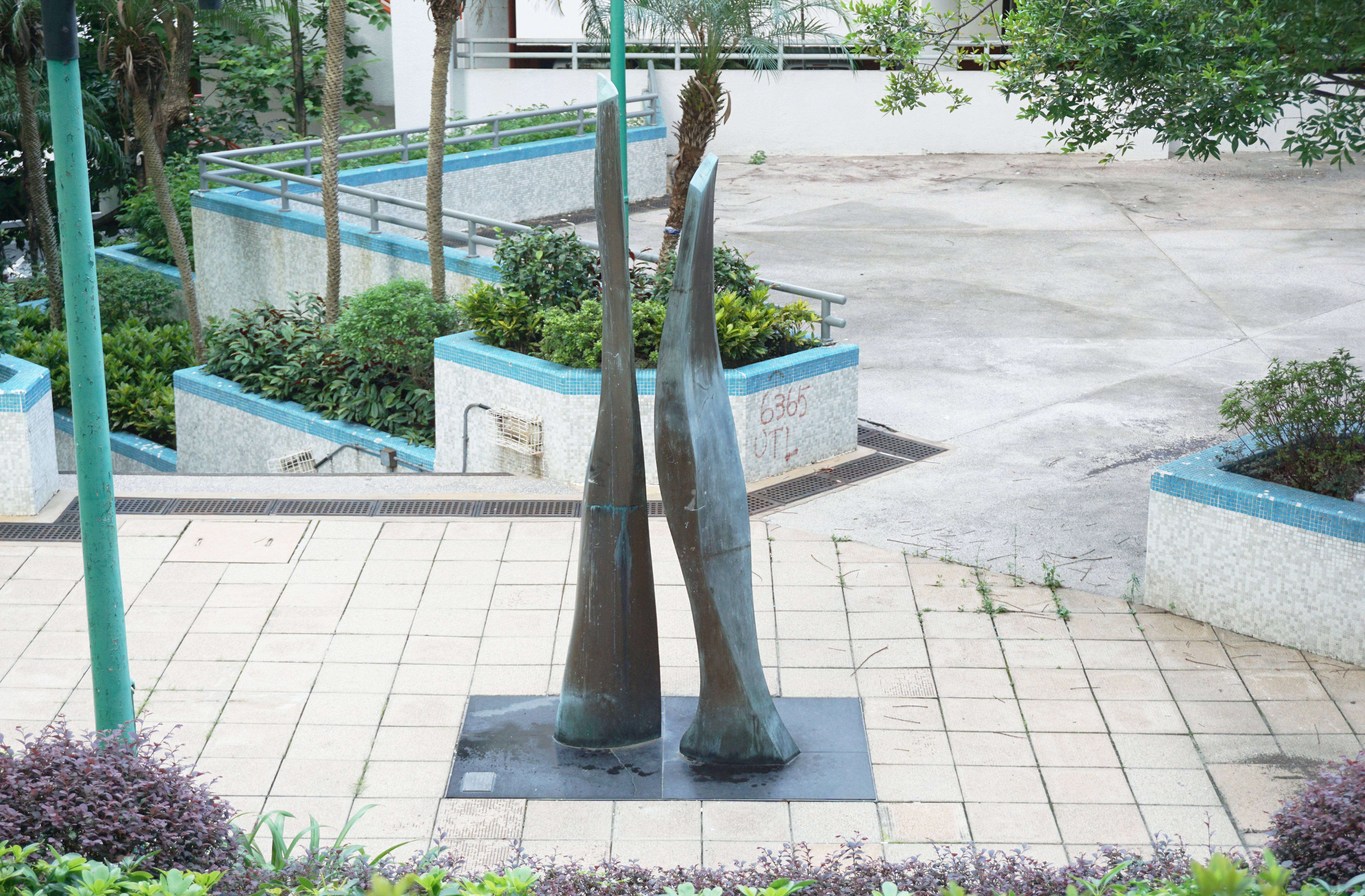
塑像

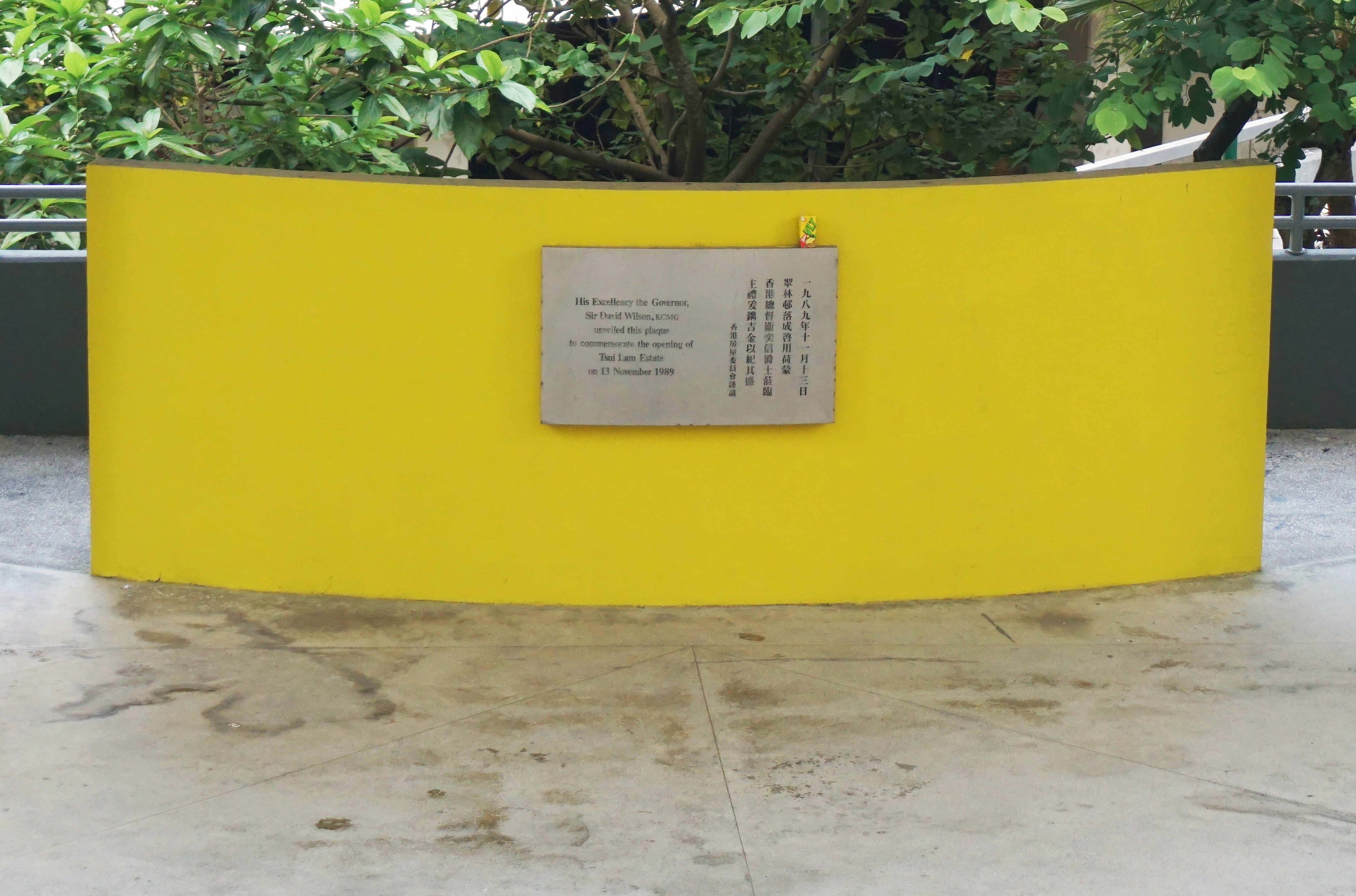
翠林邨落成牌匾，由港督衛奕信爵士於1989年11月13日主持開幕

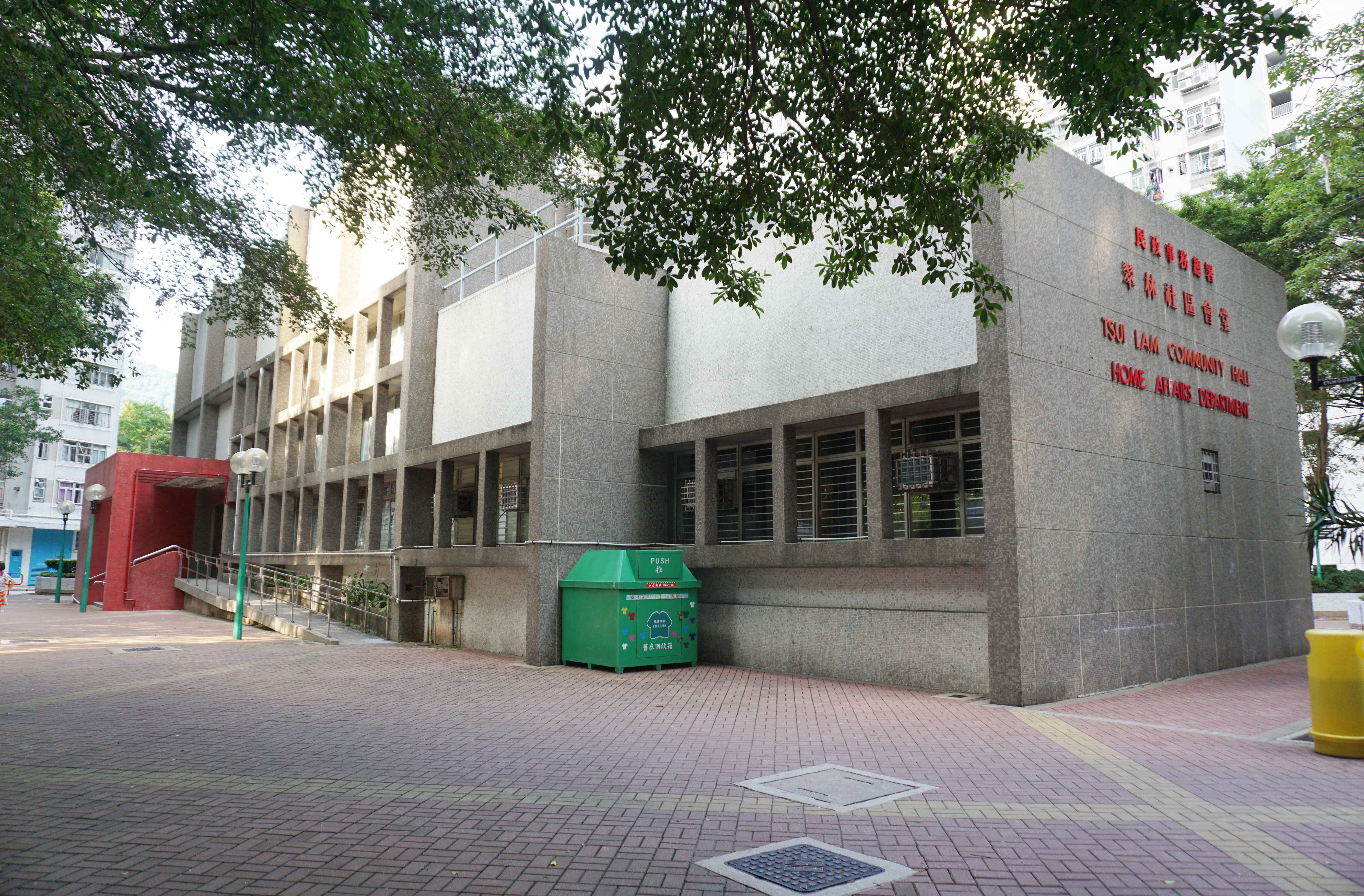
翠林社區會堂

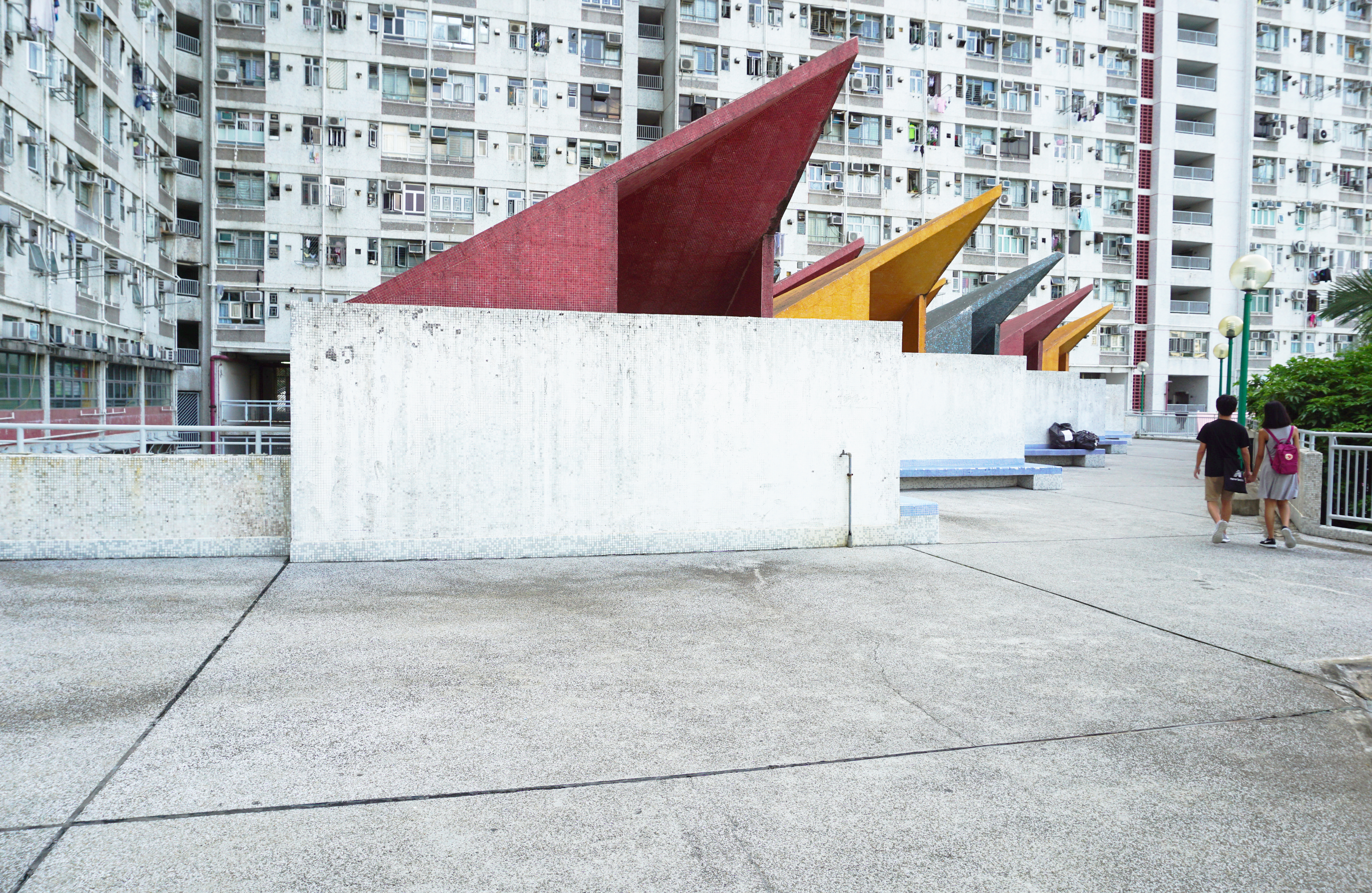
停車場天台休憩區

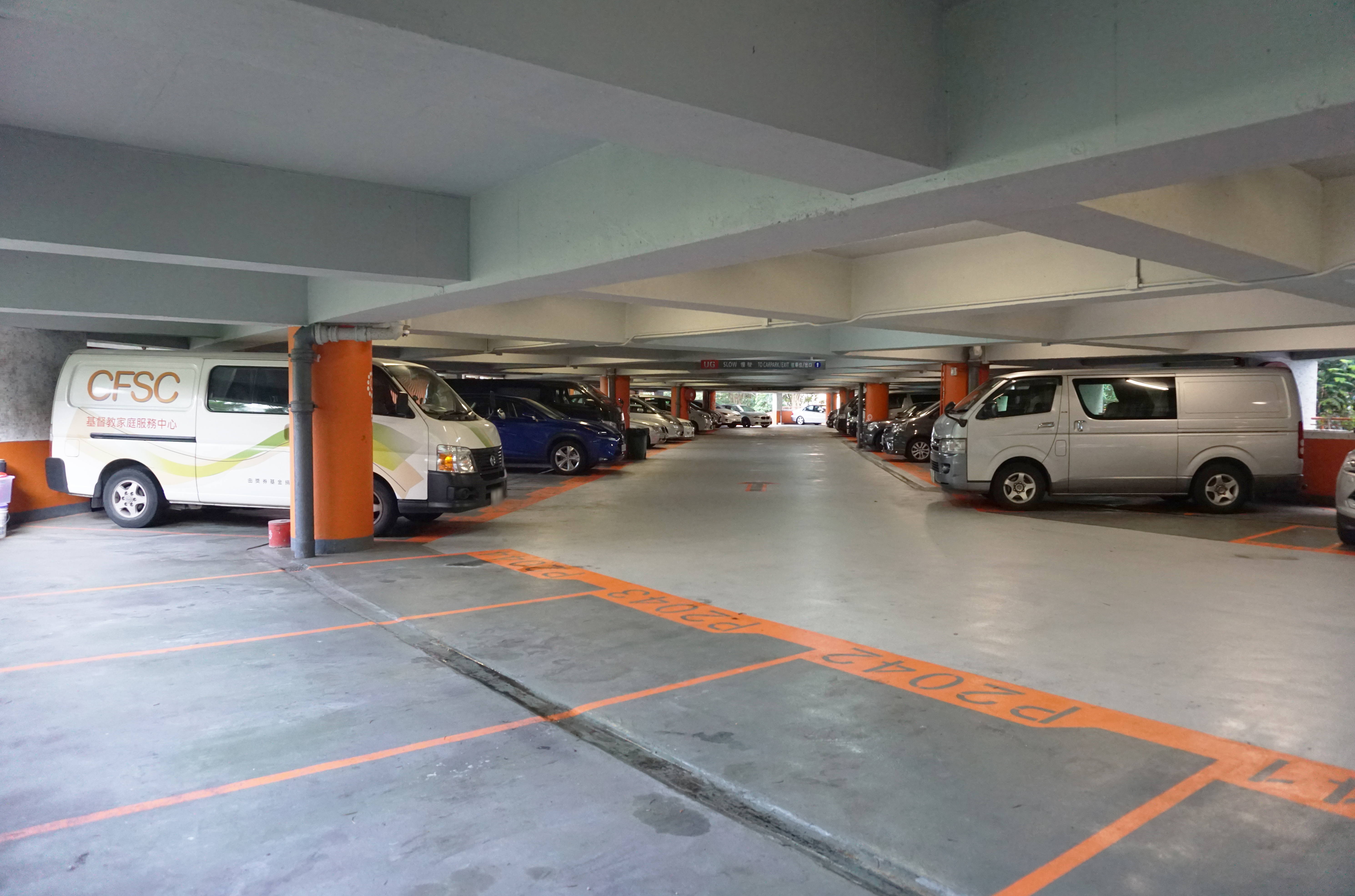
翠林邨停車場

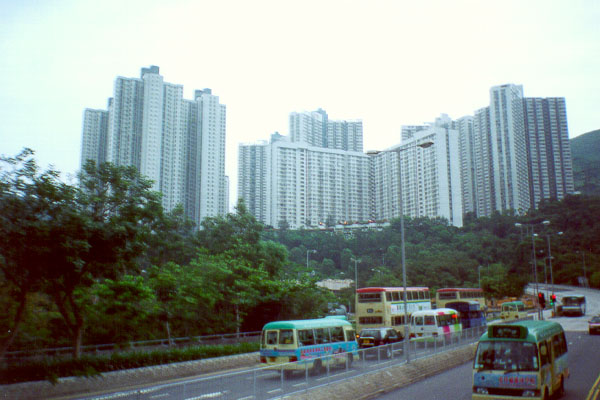
翠林邨東北面
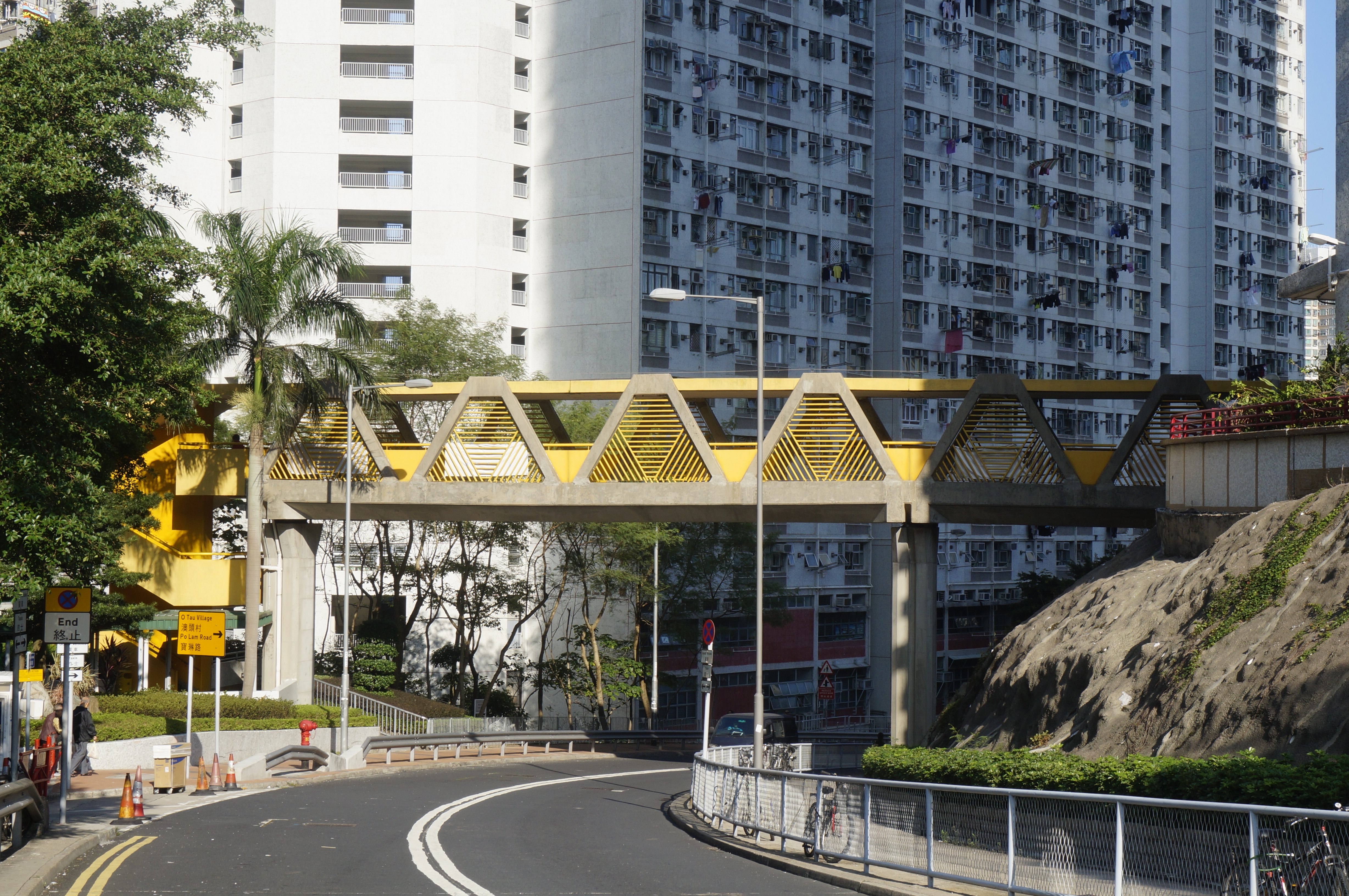
行人天橋
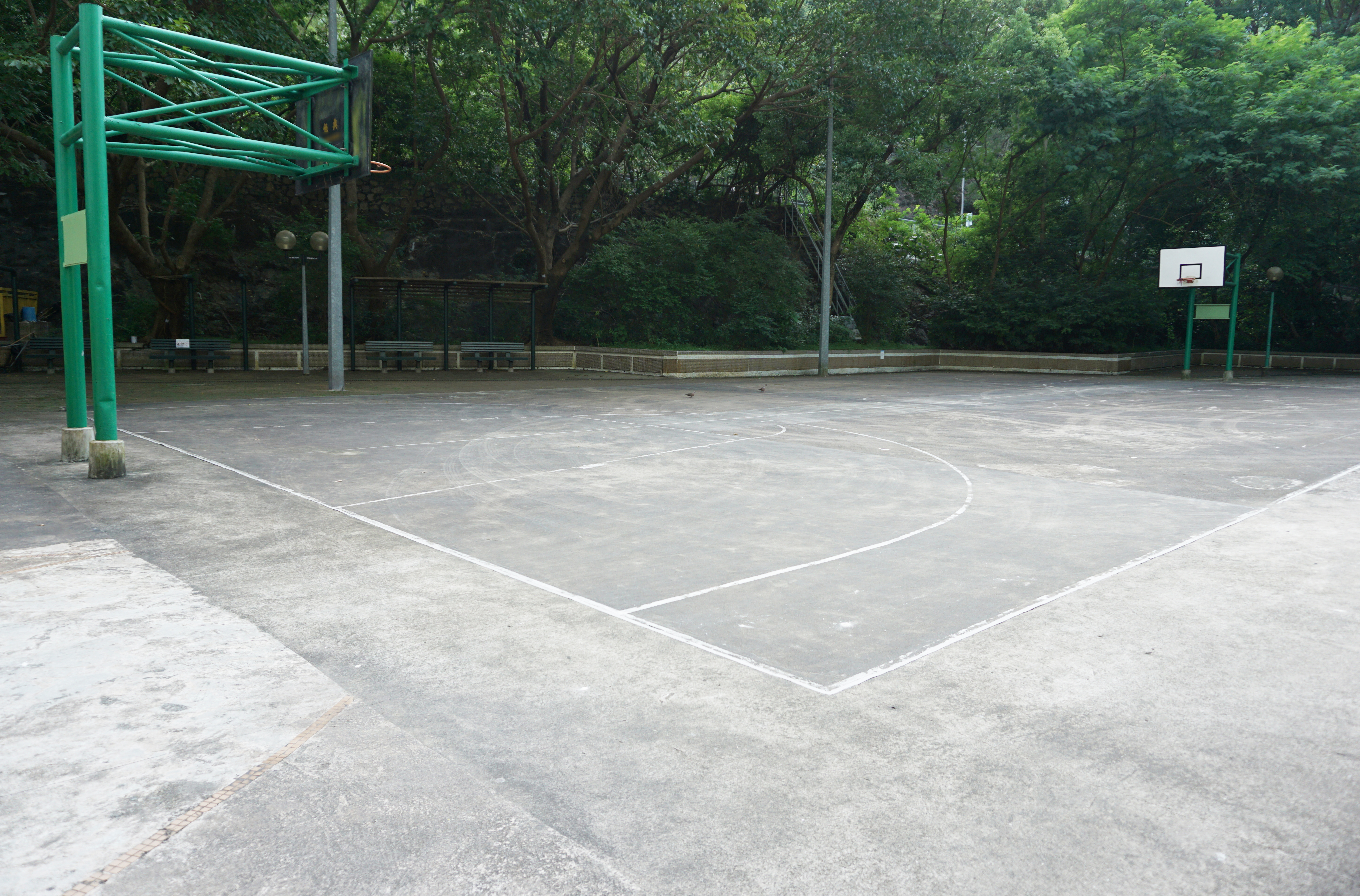
籃球場
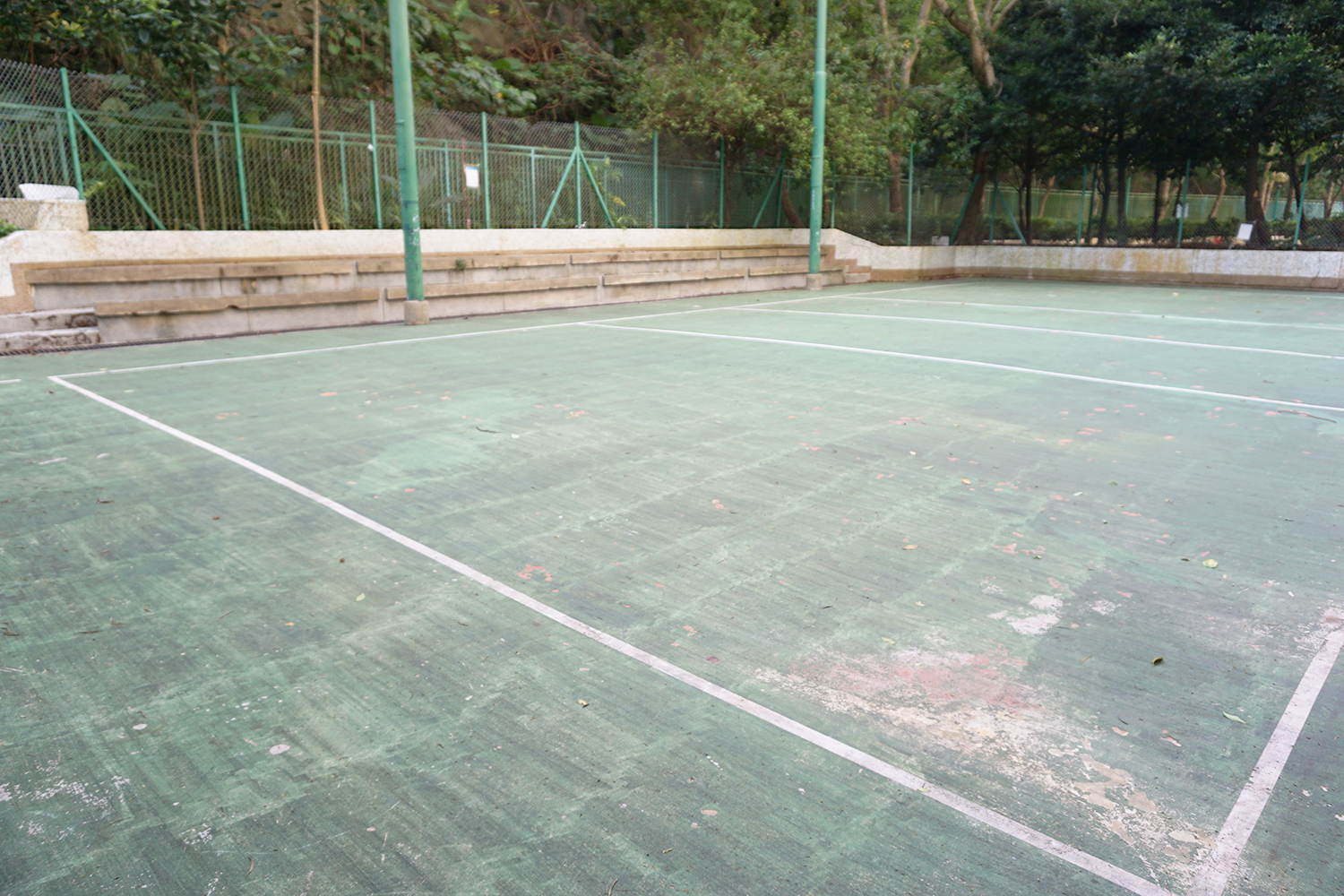
排球場
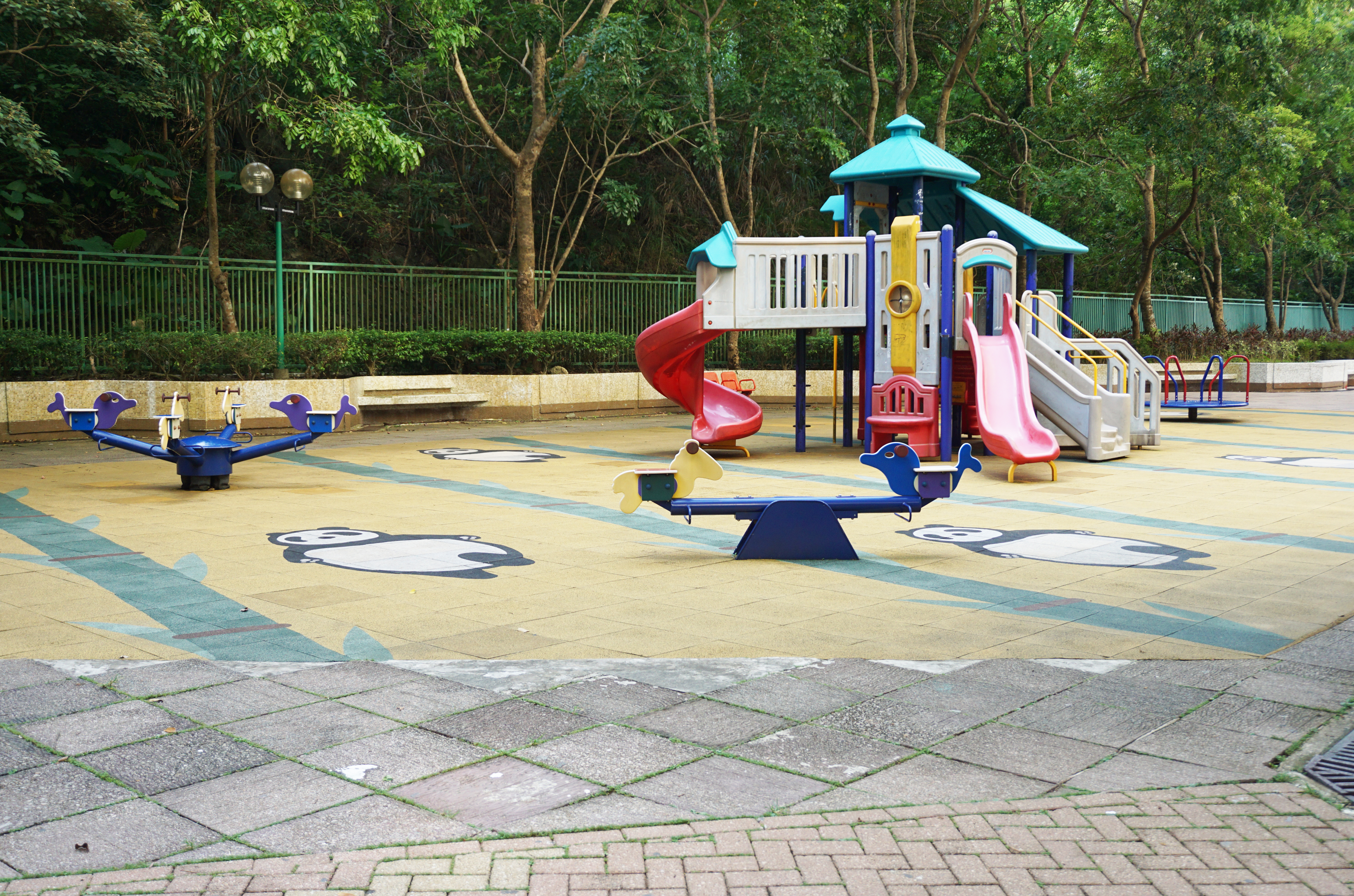
翠林邨兒童遊樂場
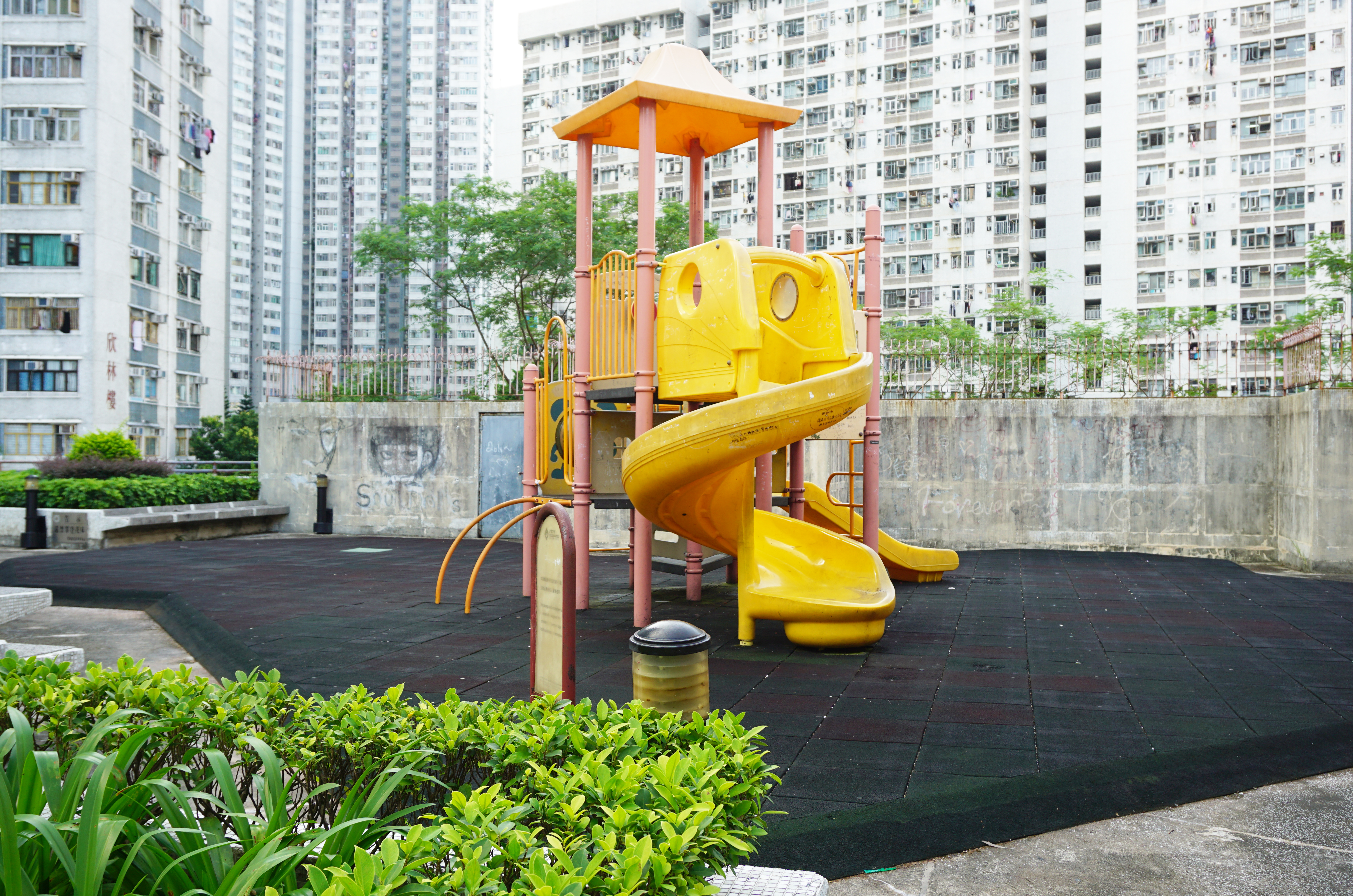
兒童遊樂場（2）
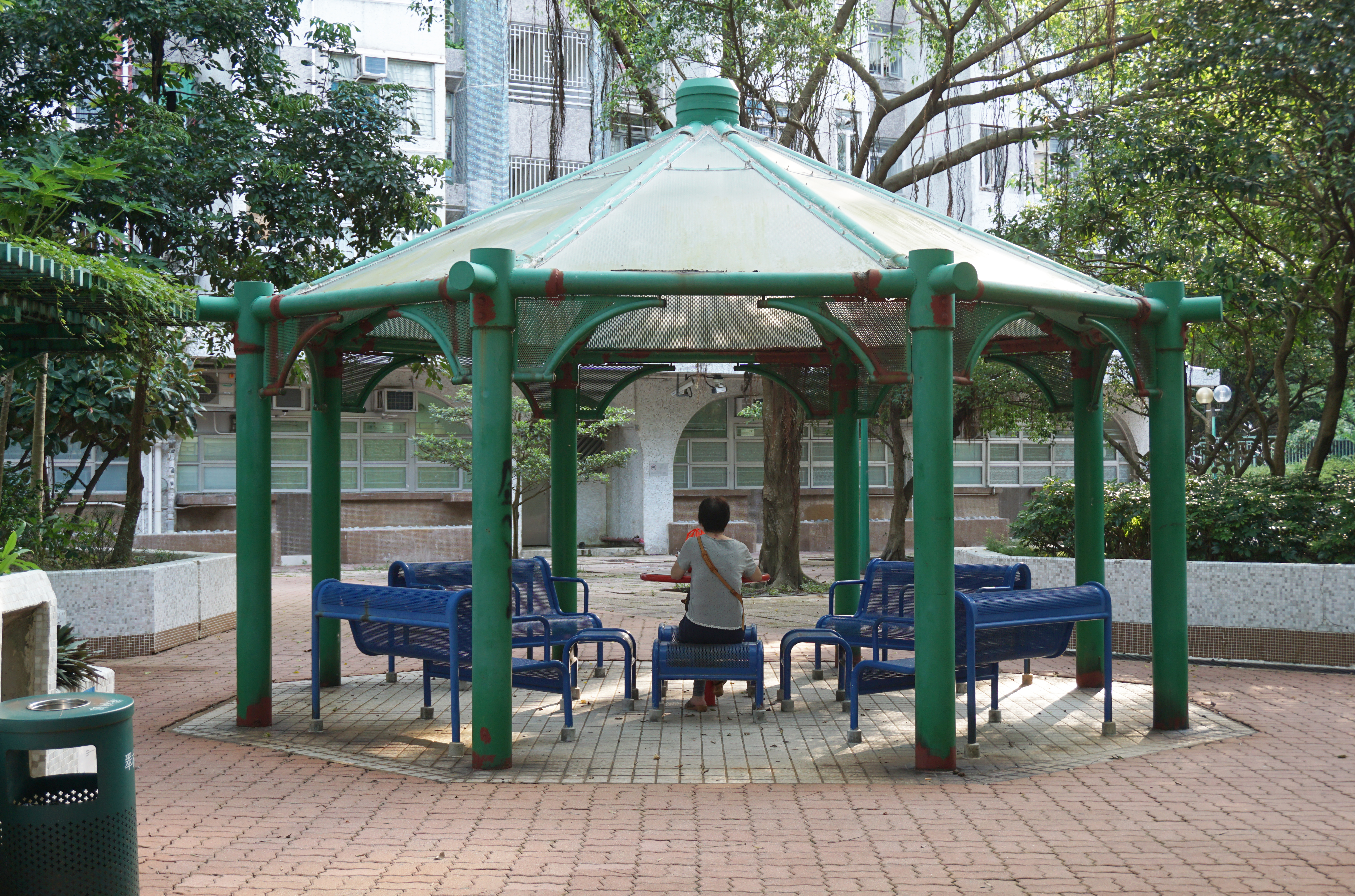
涼亭
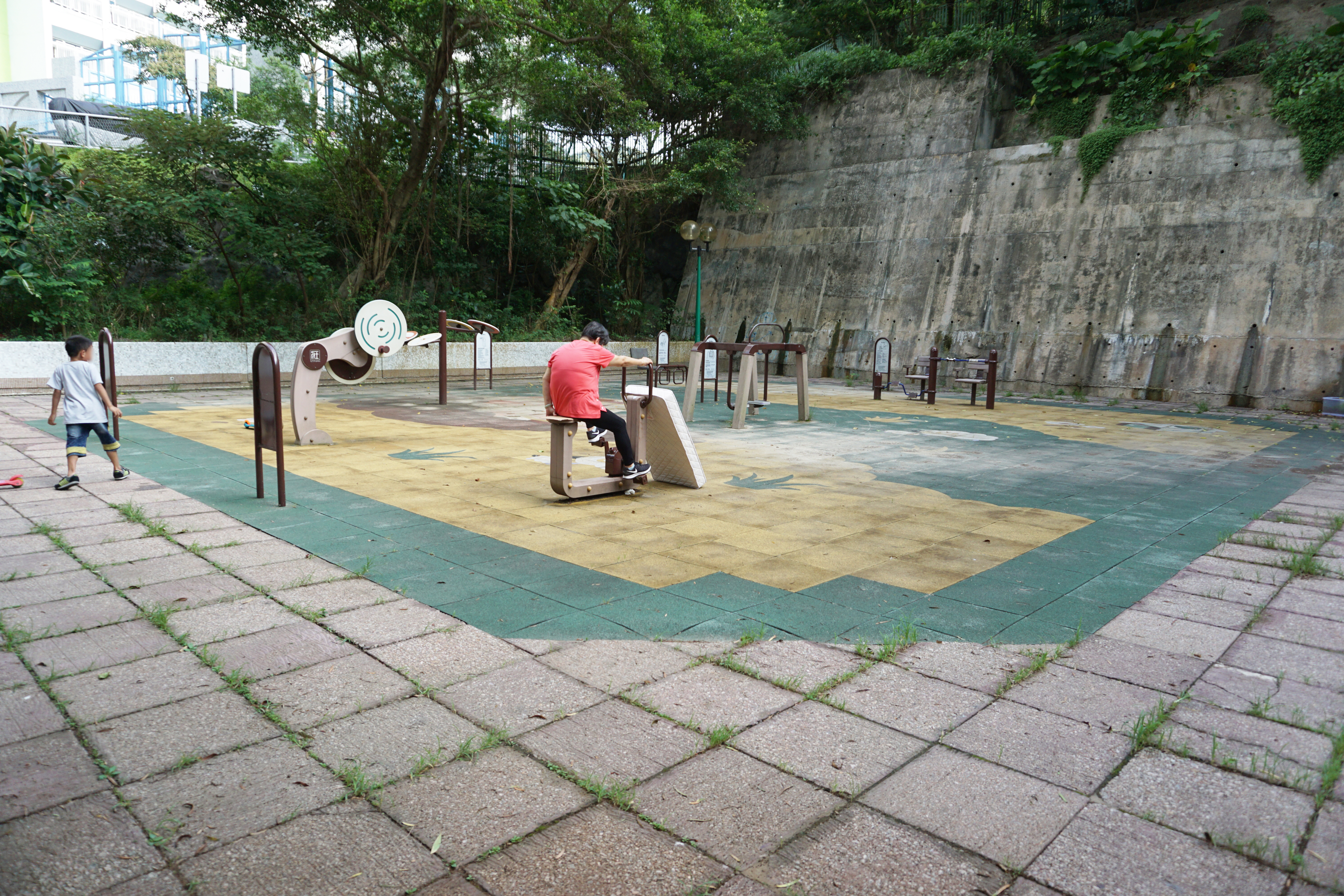
健體區
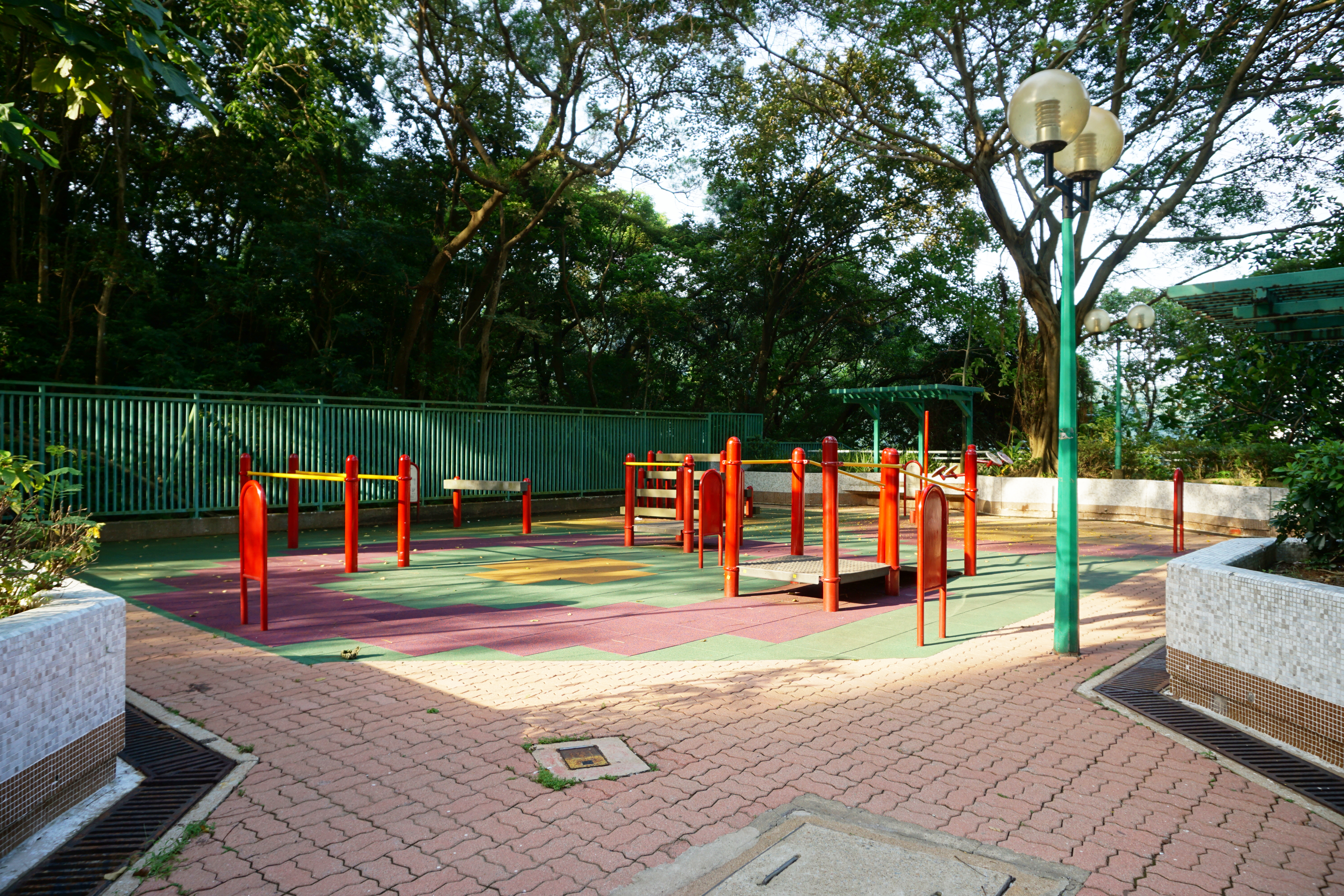
健體區（2）
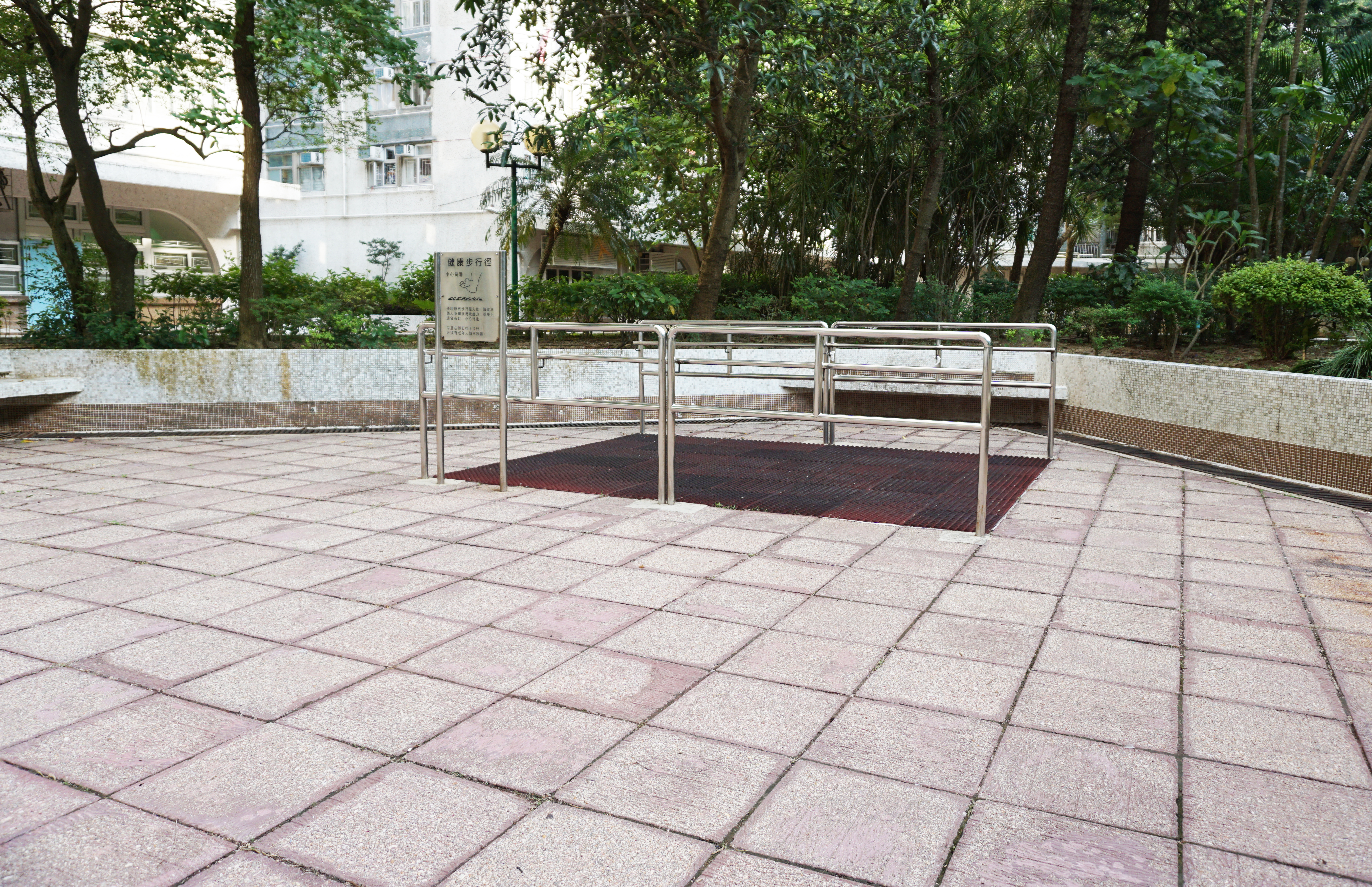
卵石路步行徑

翠林邨（英語：Tsui Lam Estate）為香港將軍澳第五區西的公共屋邨，屬於香港房屋委員會下的屋邨。並在1988年落成，是繼寶林邨後的第二條公共屋邨，也是將軍澳新市鎮少數不是建於填海區的公共屋邨（另外有健明邨和善明邨）。2005年8月於租者置其屋計劃最後一期把邨內部份單位出售予租戶，已成立業主立案法團管理屋邨事務。
景明苑（英語：King Ming Court）是一個居者有其屋屋苑，在將軍澳第六區、即是翠林邨旁邊，共有三座樓宇，在1988年落成。

## 位置及歷史
翠林邨和景明苑位於將軍澳寶琳區西的山上，與康盛花園相望。位於翠琳路及寶琳北路的交界上。
在1985年，將軍澳發展第一期的填海區工程完成。1988年將軍澳第一個公共屋邨寶林邨正式落成，其後在山上的翠林邨也落成了。因寶林邨有沉降的問題，所以部份居民獲安排移至山上的翠林邨，因此此邨漸有生氣。此外，翠林邨亦是順利臨時房屋區及鑽石山元嶺寮屋區的指定安置屋邨之一。
同年景明苑亦落成入伙，由於景明苑和翠林邨只是一條馬路之隔，而且和翠林邨一樣都是居高臨下，大部份單位均可飽覽將軍澳的市景，景色優美怡人，但由於與相鄰的寶林邨有一段距離，故此居民日常購物依賴翠林邨的設施。
由於翠林邨和景明苑位置較遠離港鐵站，樓價以將軍澳區來說相對較低，故此吸引不少上車客在此屋苑置業。出入方面交通尚算方便，有不少巴士和小巴等選擇，然而小巴15及17M車費較高昂及班次極不穩定 )，故較健康或樂於運動的居民若前往山下，可以選擇用步行的方法到達寶林，路程只需大約15分鐘左右，而巴士亦可以直接前往各區。

## 屋邨資料

### 樓宇

#### 翠林邨
| 樓宇名稱（座號） | 門牌號碼   | 樓宇類型          | 落成年份 | 樓宇層數 （住宅層數） | 每層伙數                                | 單位數目（伙） | 承建商               | 提供升降機的廠商 | 升降機編號 |
| ---------------- | ---------- | ----------------- | -------- | --------------------- | --------------------------------------- | -------------- | -------------------- | ---------------- | ---------- |
| 碧林樓（第1座）  | 翠琳路11號 | 雙翼新長型 呈90度 | 1988年   | 22 （4-22樓）         | 14（13-17樓） 22（18樓） 26（其餘樓層） | 430            | 維亞尼尼建築公司     | 通力             | 19-21      |
| 秀林樓（第2座）  | 翠琳路11號 | 雙翼新長型 呈90度 | 1988年   | 22 （4-22樓）         | 14（13-17樓） 22（18樓） 26（其餘樓層） | 430            | 維亞尼尼建築公司     | 通力             | 22-24      |
| 雅林樓（第3座）  | 翠琳路11號 | Y2型              | 1988年   | 35 （2-35樓）         | 24                                      | 816            | 順成建築工程有限公司 | 美善高           | 1-6        |
| 欣林樓（第4座）  | 翠琳路11號 | Y2型              | 1989年   | 35 （2-35樓）         | 24                                      | 816            | 順成建築工程有限公司 | 美善高           | 7-12       |
| 彩林樓（第5座）  | 翠琳路11號 | Y2型              | 1988年   | 35 （2-35樓）         | 24                                      | 816            | 順成建築工程有限公司 | 美善高           | 13-18      |
| 輝林樓（第6座）  | 翠琳路11號 | Y2型              | 1988年   | 35 （2-35樓）         | 24                                      | 816            | 順成建築工程有限公司 | 美善高           | 25-30      |
| 康林樓（第7座）  | 翠琳路11號 | 雙翼新長型 呈90度 | 1988年   | 22 （5-22樓）         | 14（13-17樓） 22（18樓） 26（其餘樓層） | 404            | 順成建築工程有限公司 | 通力             | 31-33      |
| 安林樓（第8座）  | 翠琳路11號 | 雙翼新長型 呈90度 | 1988年   | 22 （5-22樓）         | 14（13-17樓） 22（18樓） 26（其餘樓層） | 404            | 順成建築工程有限公司 | 通力             | 34-36      |

- 翠林邨東北面
- 行人天橋
- 籃球場
- 排球場
- 翠林邨兒童遊樂場
- 兒童遊樂場（2）
- 涼亭
- 健體區
- 健體區（2）
- 卵石路步行徑

#### 景明苑
| 樓宇名稱（座號） | 門牌號碼  | 樓宇類型                | 落成年份 | 層數 | 每層伙數 | 每座單位總數（伙） | 承建商   | 提供升降機的廠商 |
| ---------------- | --------- | ----------------------- | -------- | ---- | -------- | ------------------ | -------- | ---------------- |
| 曦景閣（A座）    | 翠琳路4號 | 新十字型 （1984年版本） | 1988年   | 35   | 10       | 350                | 中國建築 | 富士達           |
| 暉景閣（B座）    | 翠琳路6號 | 新十字型 （1984年版本） | 1988年   | 35   | 10       | 350                | 中國建築 | 富士達           |
| 旭景閣（C座）    | 翠琳路2號 | 新十字型 （1984年版本） | 1988年   | 35   | 10       | 350                | 中國建築 | 富士達           |

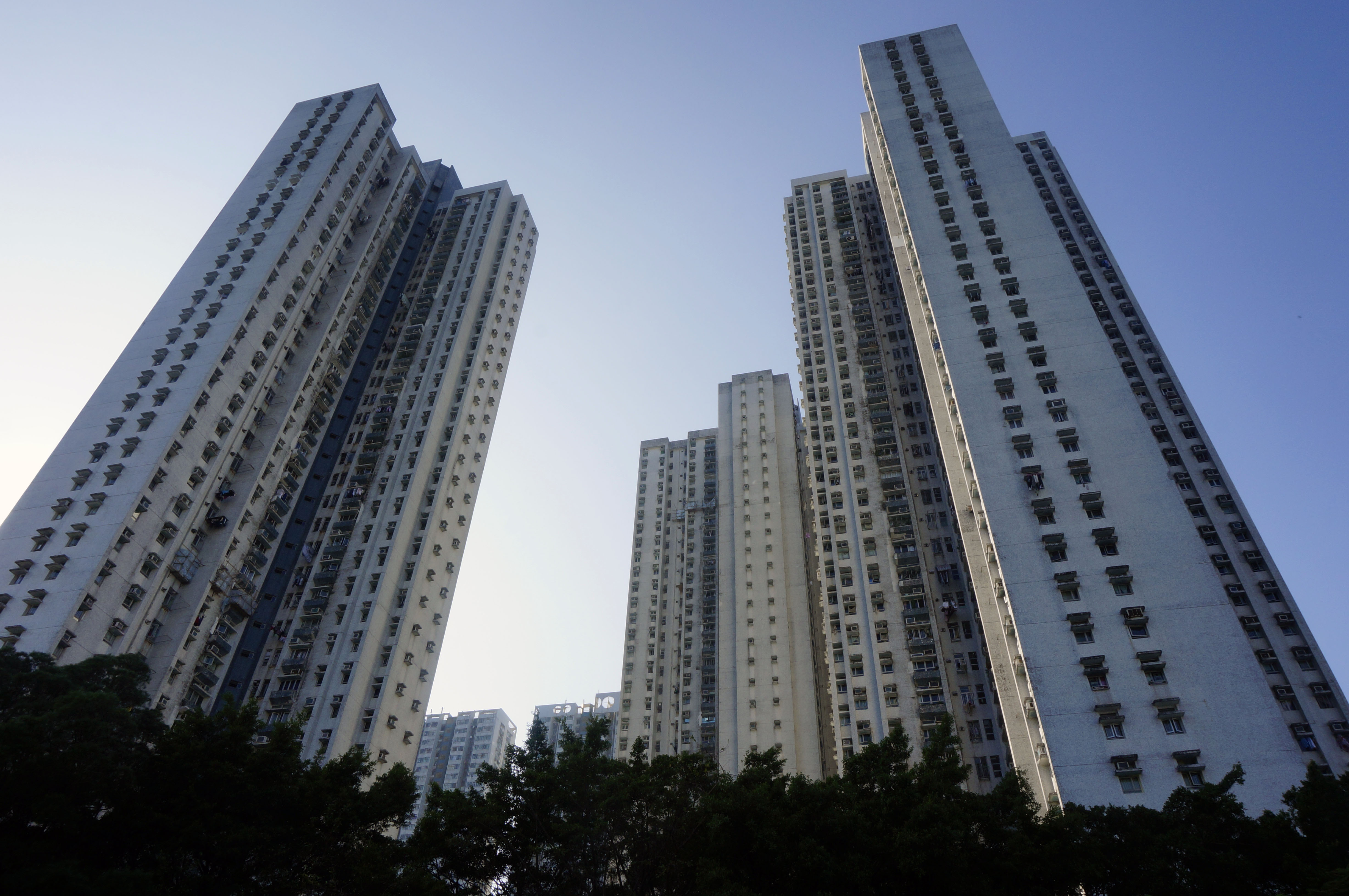
翻新前的景明苑
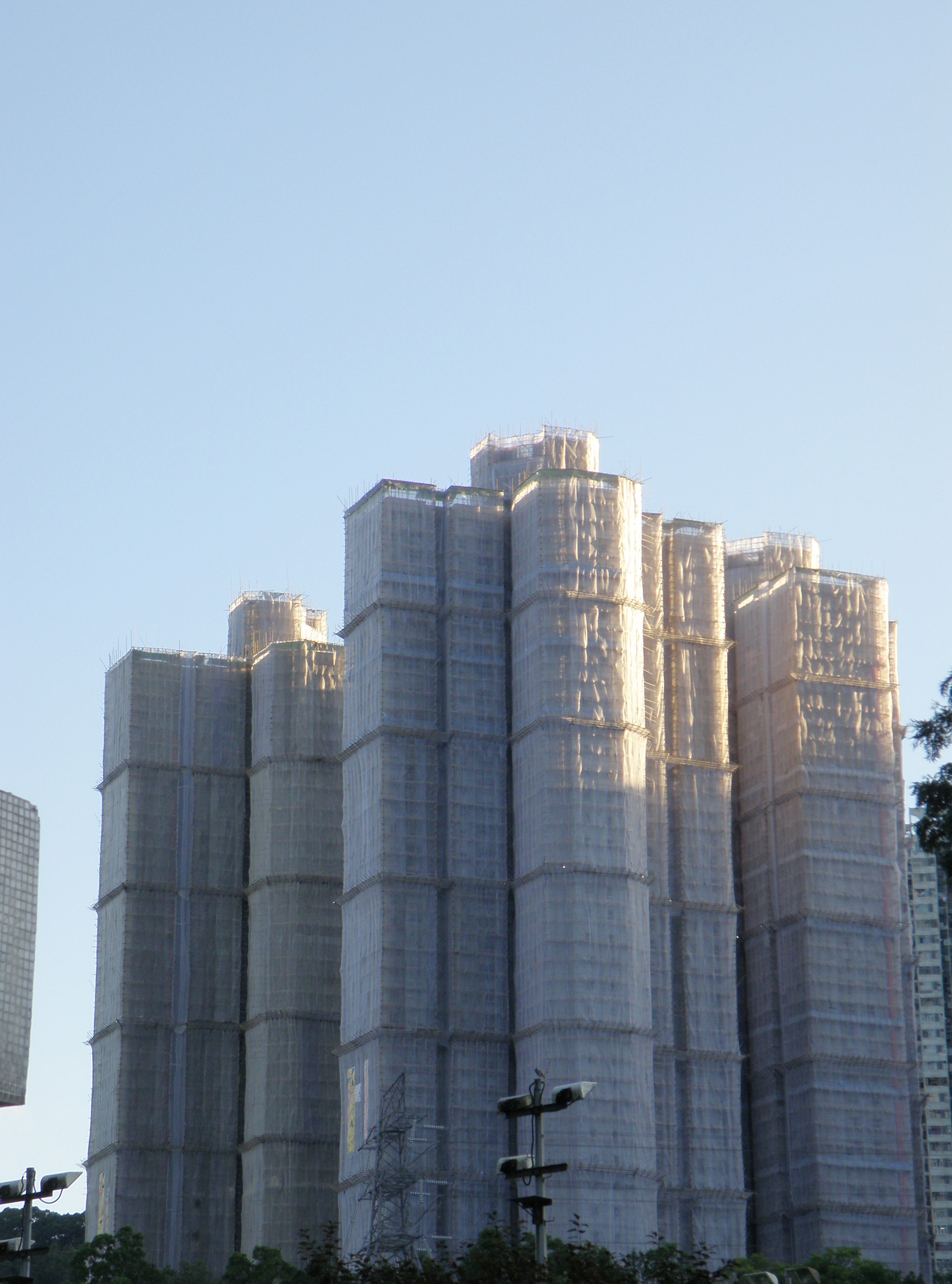
景明苑翻新工程
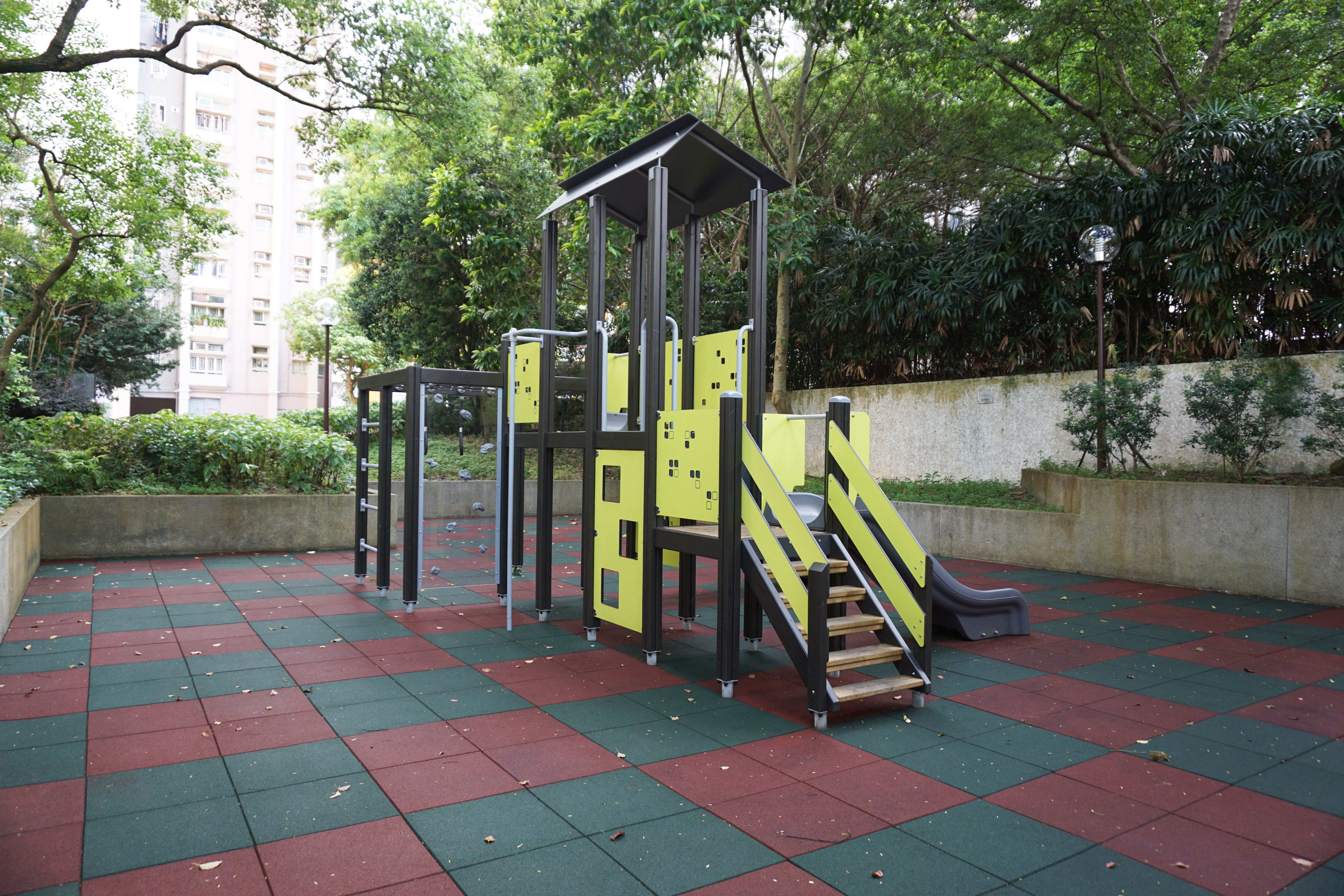
兒童遊樂場
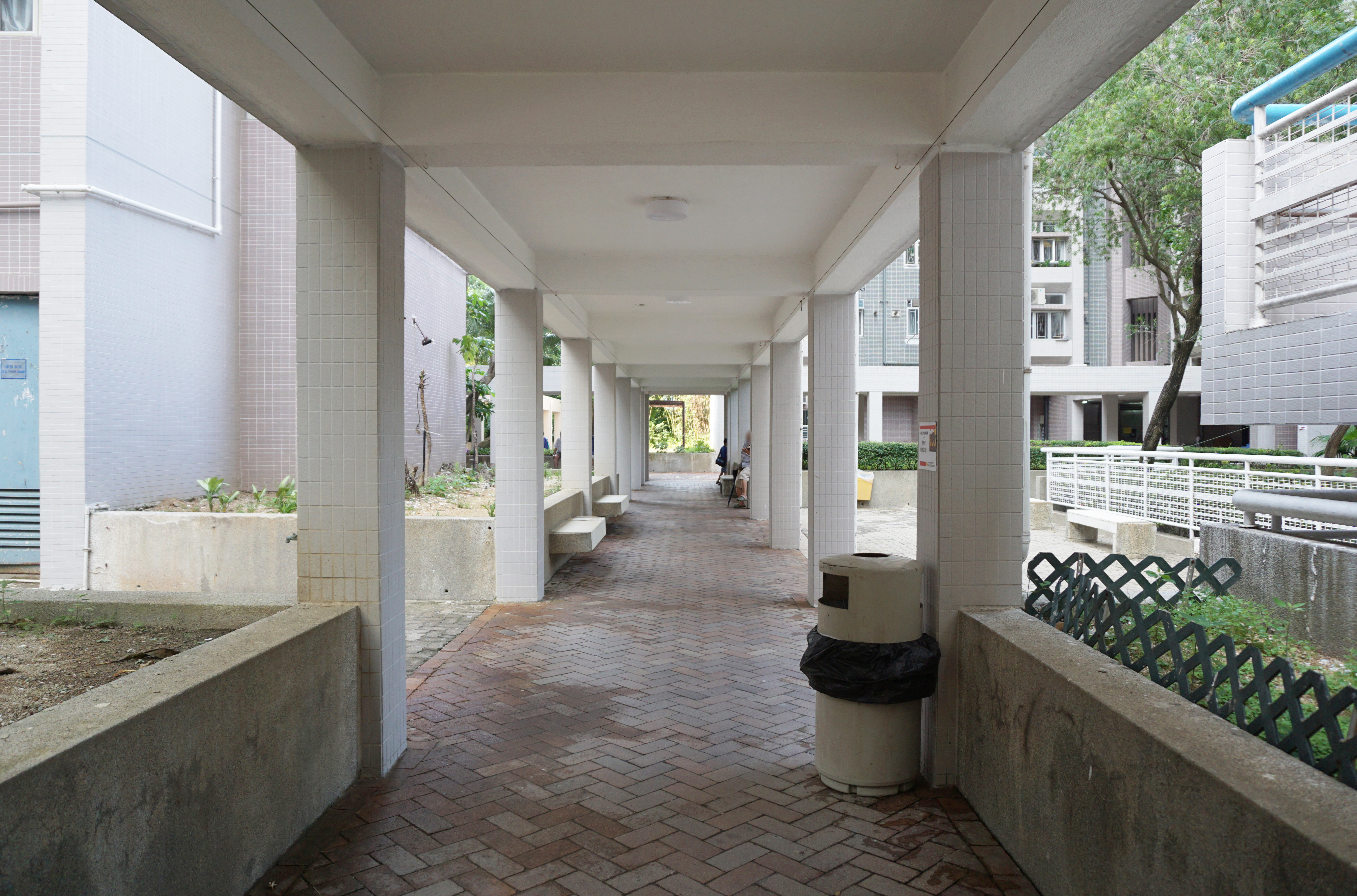
有蓋行人通道
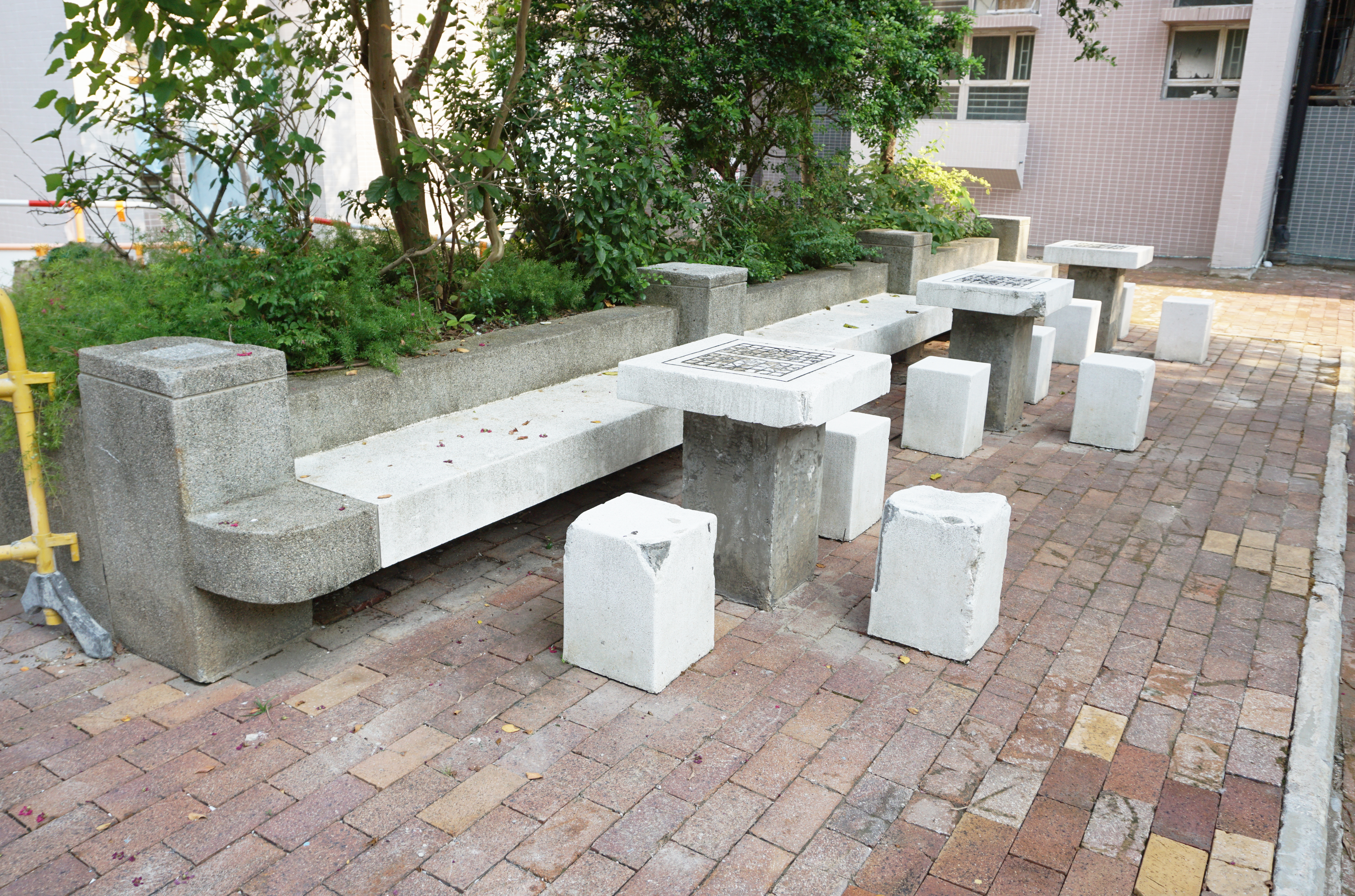
棋藝區
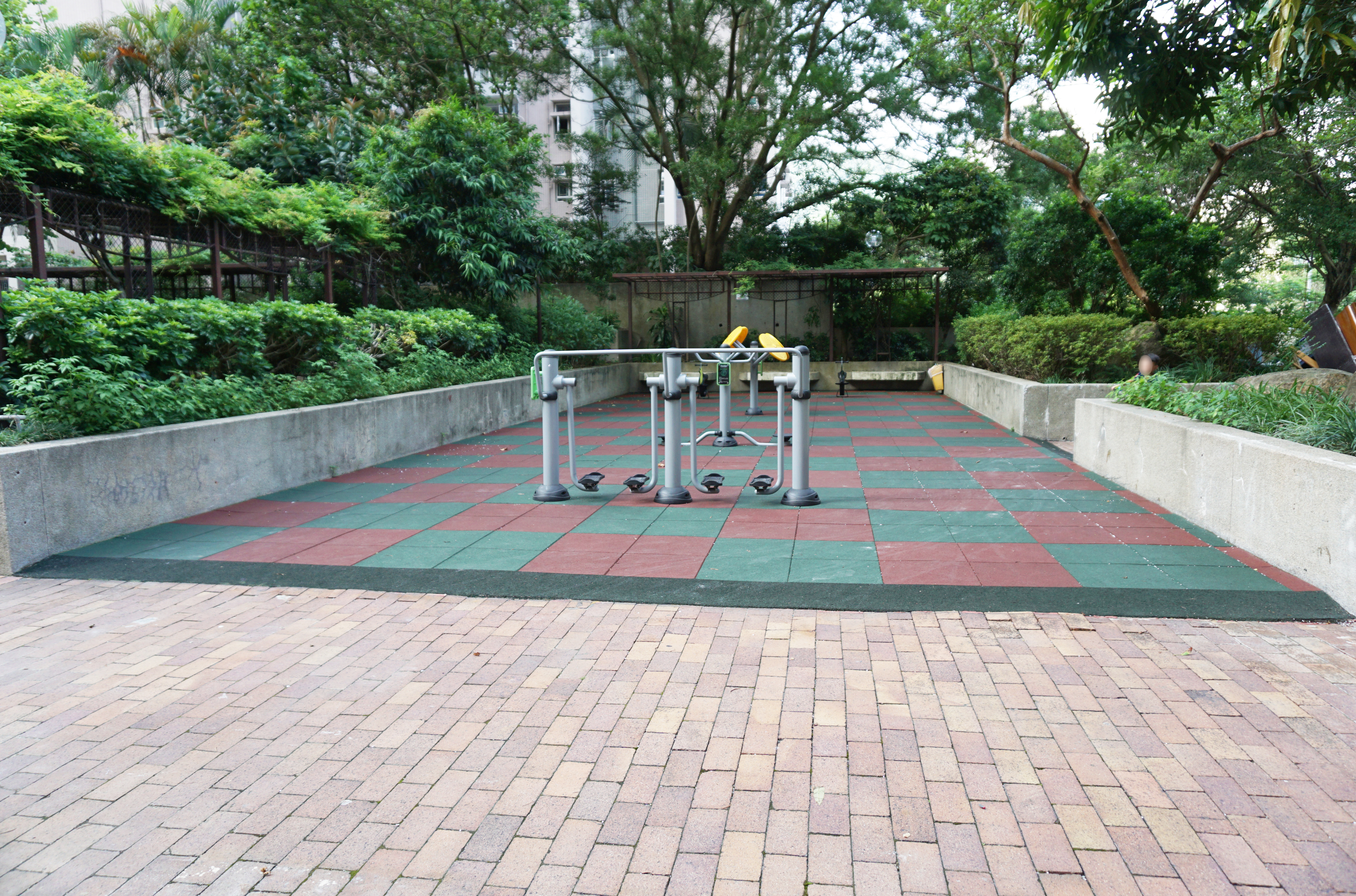
健體區

### 公共設施

#### 翠林商場

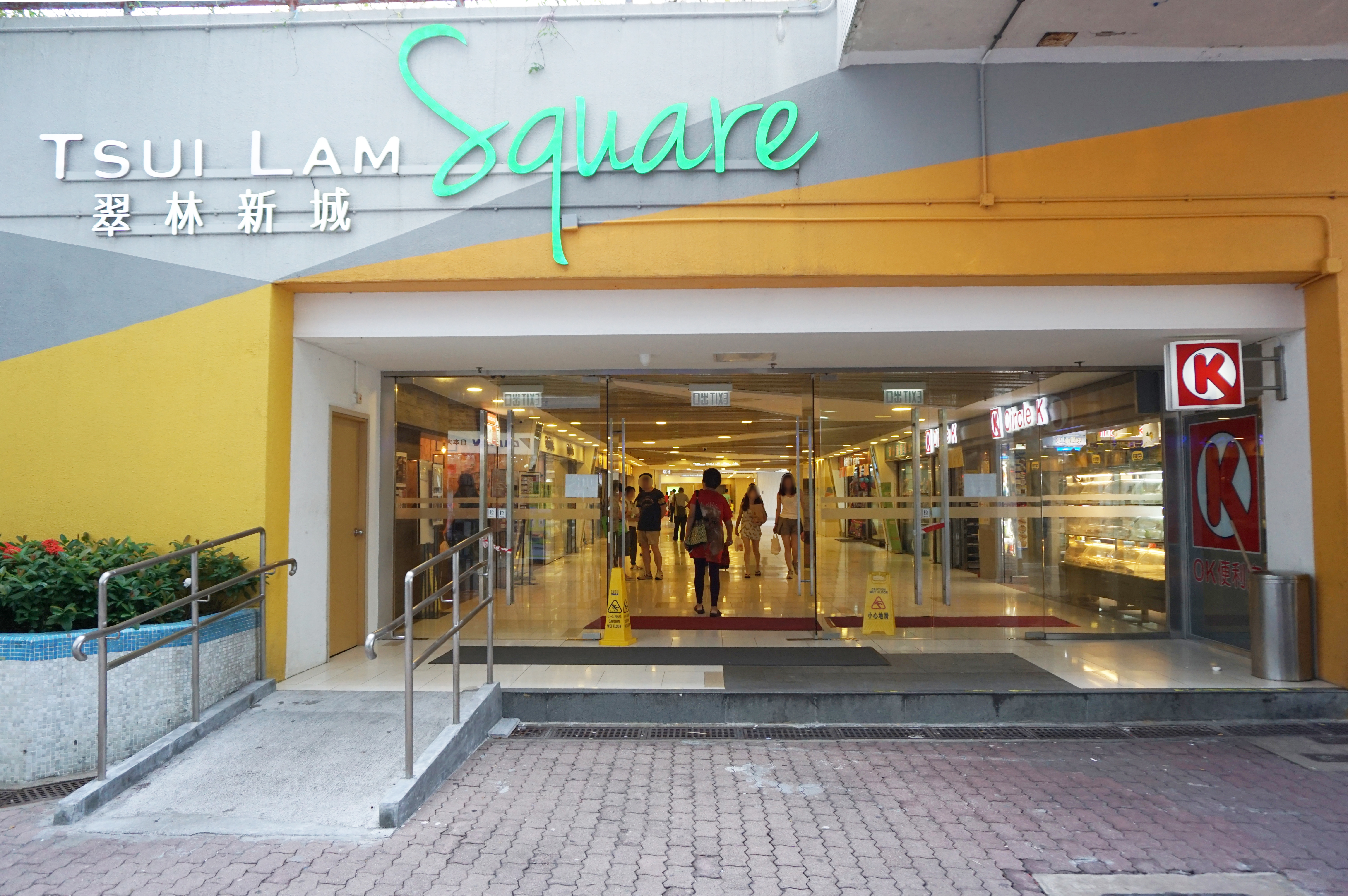
翠林新城入口及5樓

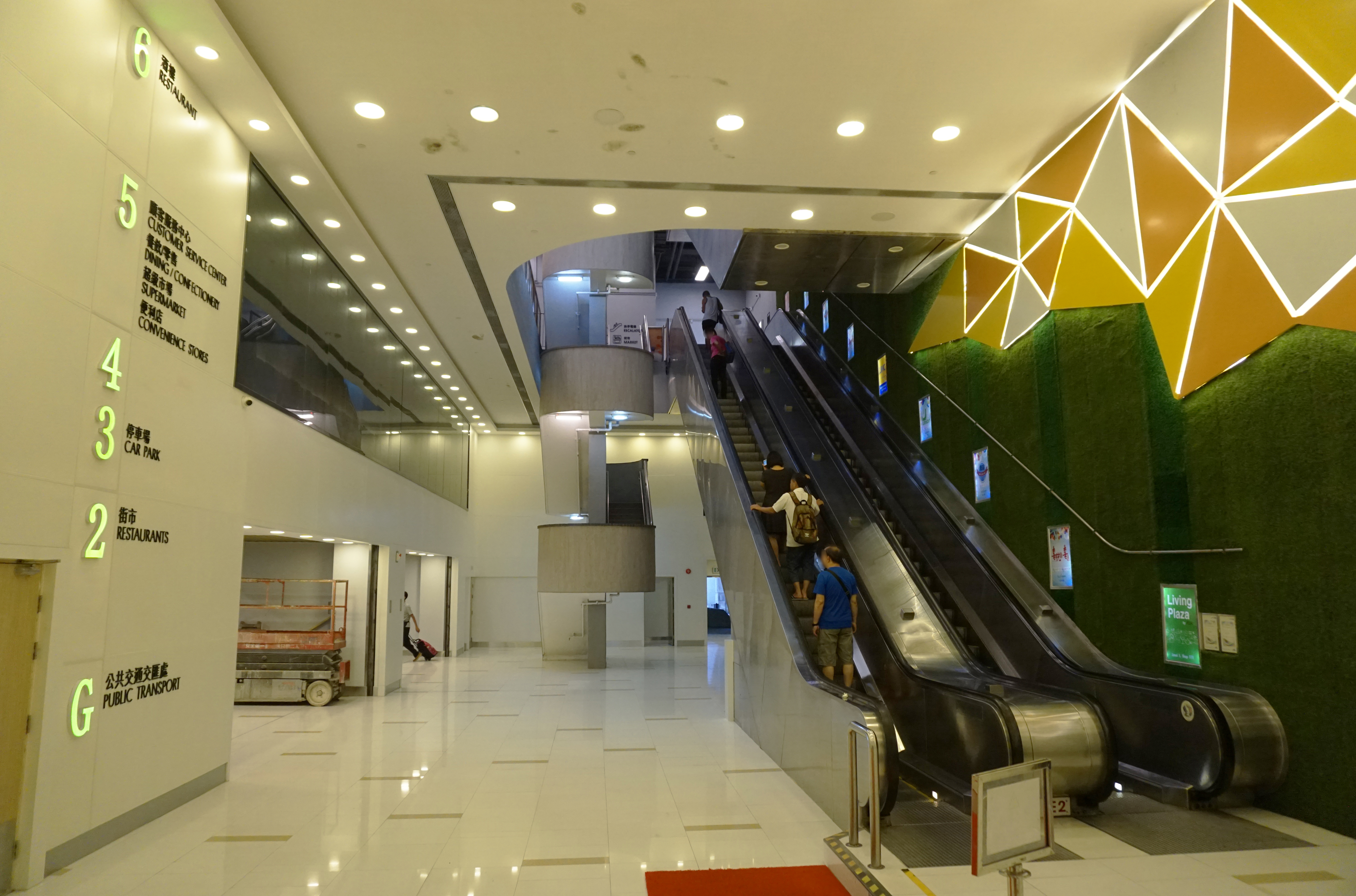
地下商場扶手電梯在2018年9月在熱帶氣旋山竹襲港期間被浸壞後已停用，及後經約一年關閉重建電梯後重新啟用. 之後電梯經過翻新,於2022年8月重新開放使用

翠林商場曾為原業主香港房屋委員會持有、後來於2005年由領展房地產投資信託基金持有；總樓面約8.77萬方呎，另有711個車位。
2014年9月領展推出招標，由林子峰和陳秉志合資財團以6.5億元投得，並於2015年斥資近1億元進行翻新工程，多間店鋪因無法承擔貴租而被迫結業。翠林商場及街市翻新後分別改稱為翠林新城（Tsui Lam Square）及匯翠坊（Tsui Lam Market Place，由外判商管理），五樓及六樓出租給業主旗下酒樓及聯誼會，但因香港於2022年1月初爆發第五波疫情，飲食業首當其衝，而已經經營困難多時，於同月底結業，原址將開設護老院。
升降機大堂分別前往（37、38、39號電梯）商場地下即一樓是巴士總站；二樓是街市（曾由領展管理）並連接景明苑；三樓是商店及連接停車場，四樓不設電梯連接，是商場辦事處、前區議員譚領律的辦公室、大家樂的雅座（已關閉）；五樓是商場骨幹，所有商場的商店是連接所有樓宇的集中地。商舖以連鎖店為主，包優品360（已結業）、大昌食品（位於秀林樓；已結業）、Union（已結業）、Living Plaza by Aeon（已結業）、大家樂、麥當勞、百份百餐廳、聖安娜餅屋、阿波羅、OK便利店、711便利店、萬寧及日本城等。
惟現時商場管理每況愈下，前西貢區議員譚領律稱翻新初期仍有大量推廣活動，但自2018年起，場內的冷氣和扶手電梯設備損壞兩個月也未有人修理，令商戶生意慘淡；居民批評出入非常不便。全部扶手電梯於2021年全部圍封作大翻新，已於2022年8月完成。

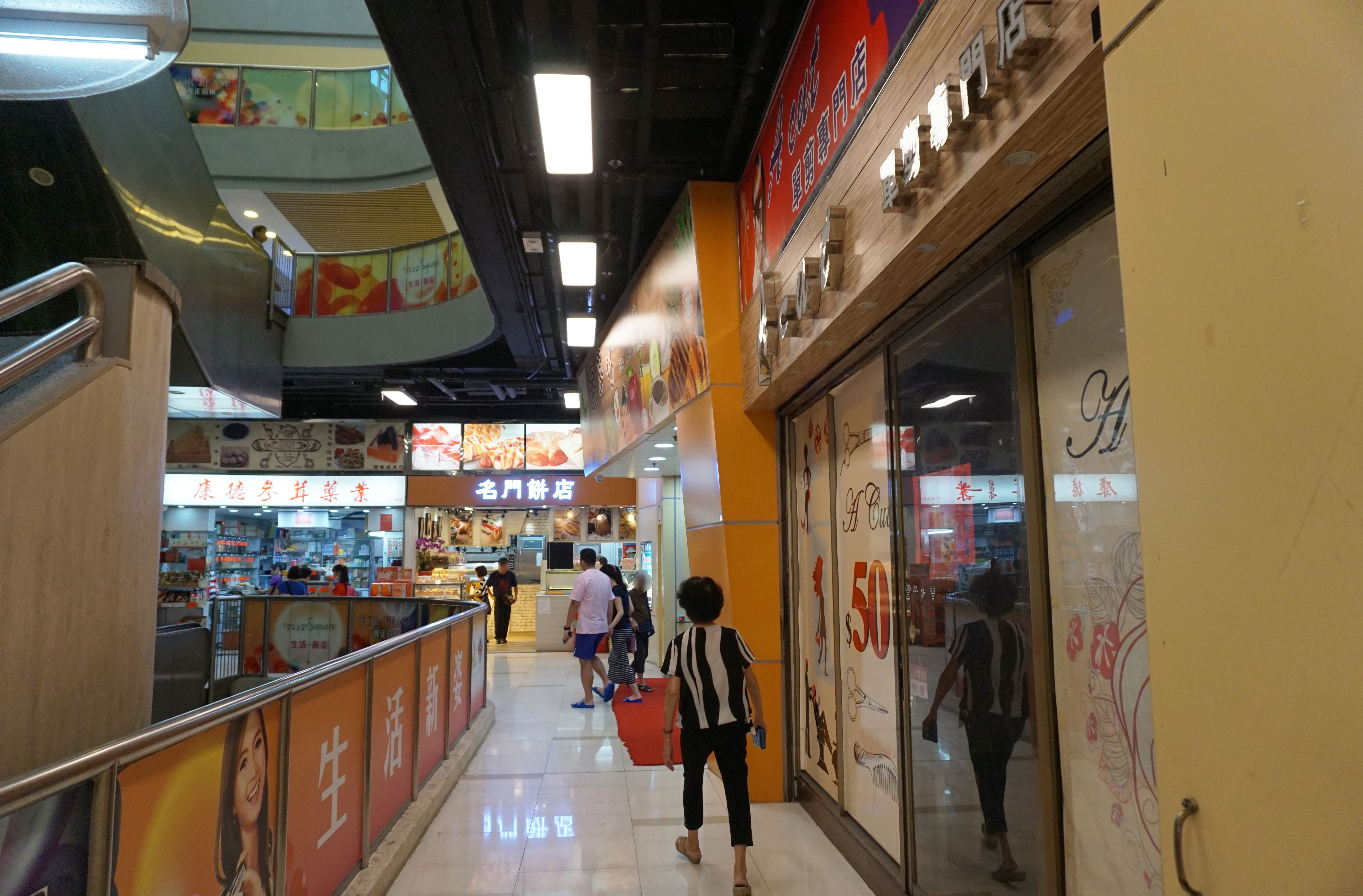
2樓
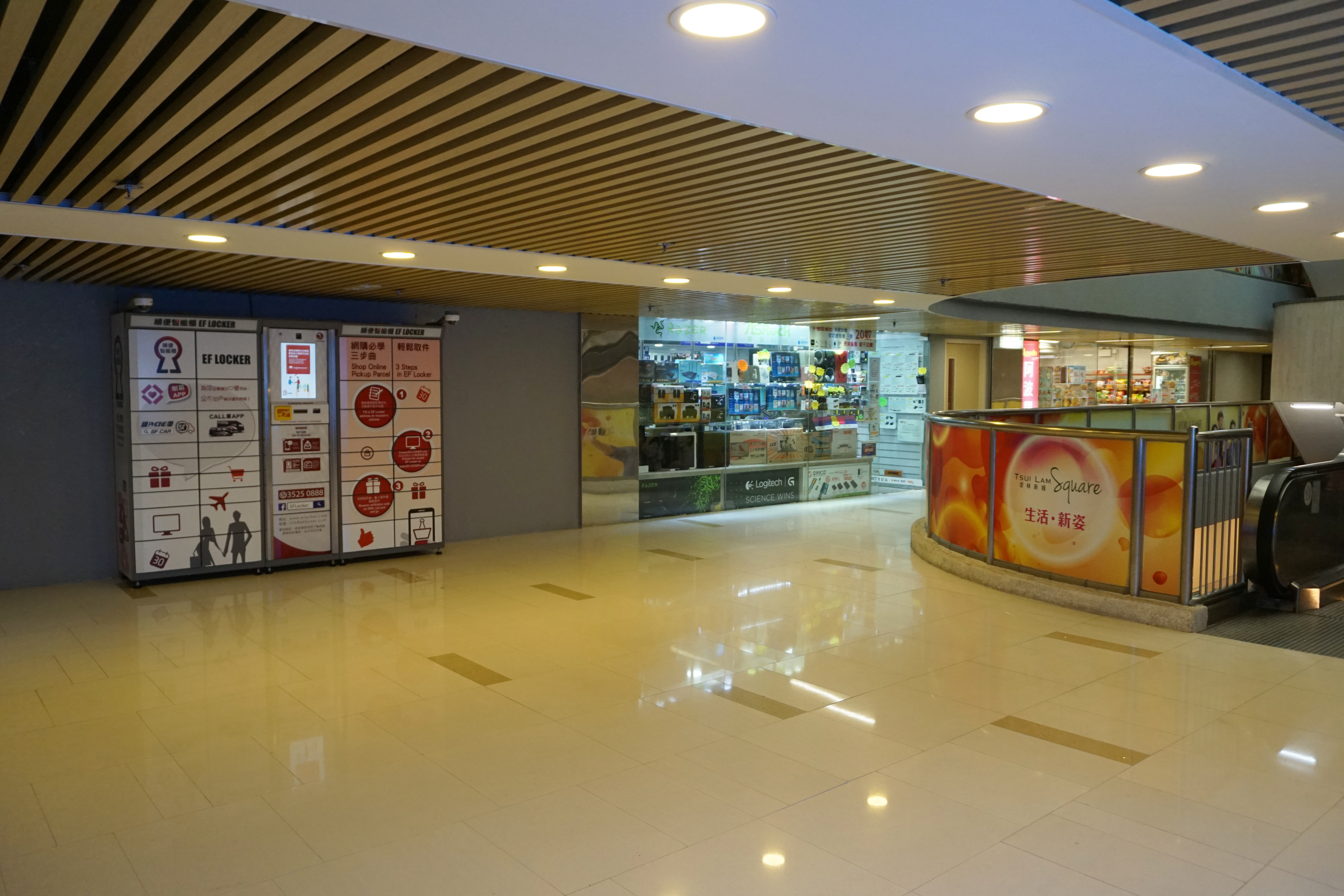
3樓
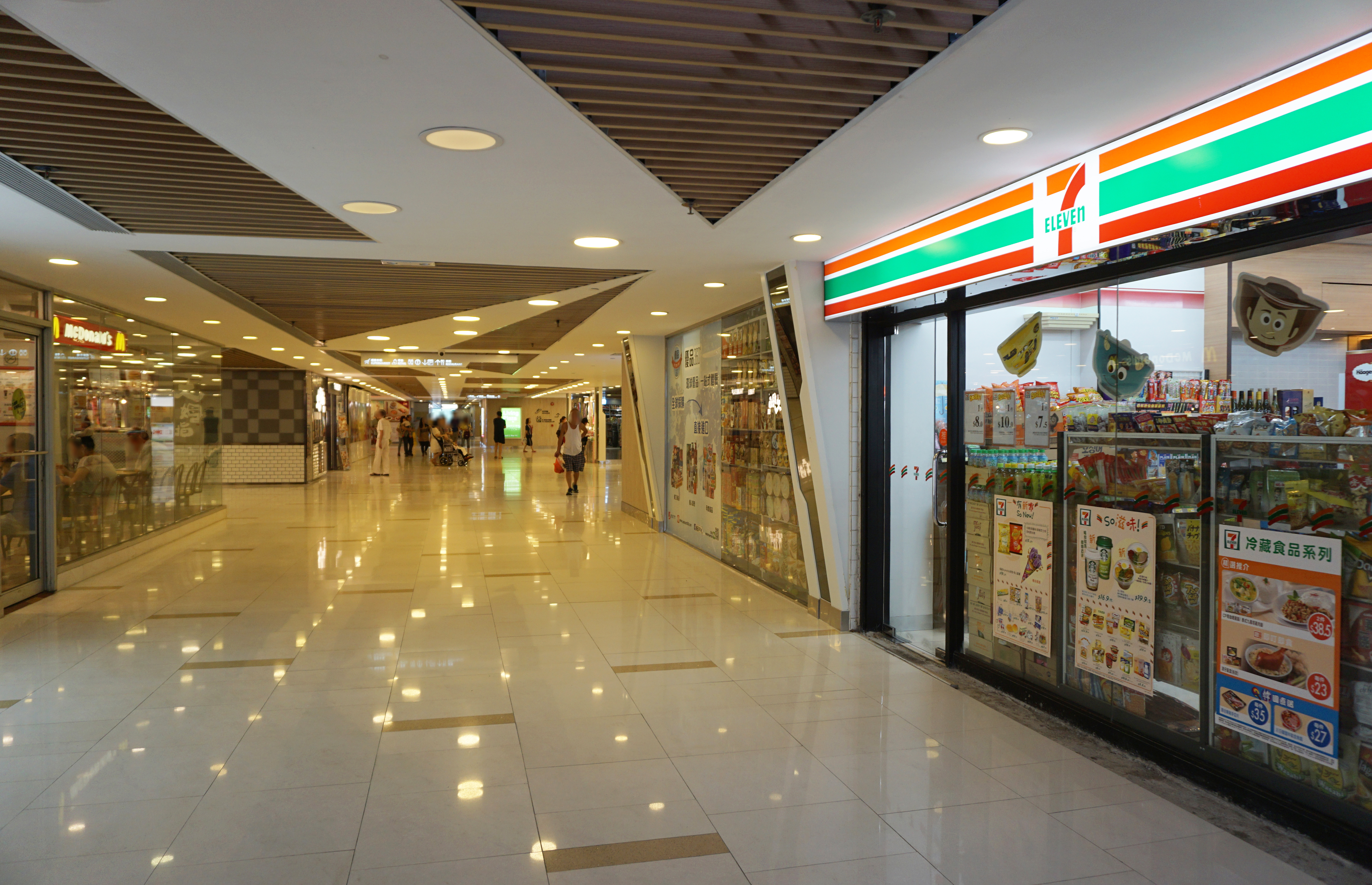
5樓
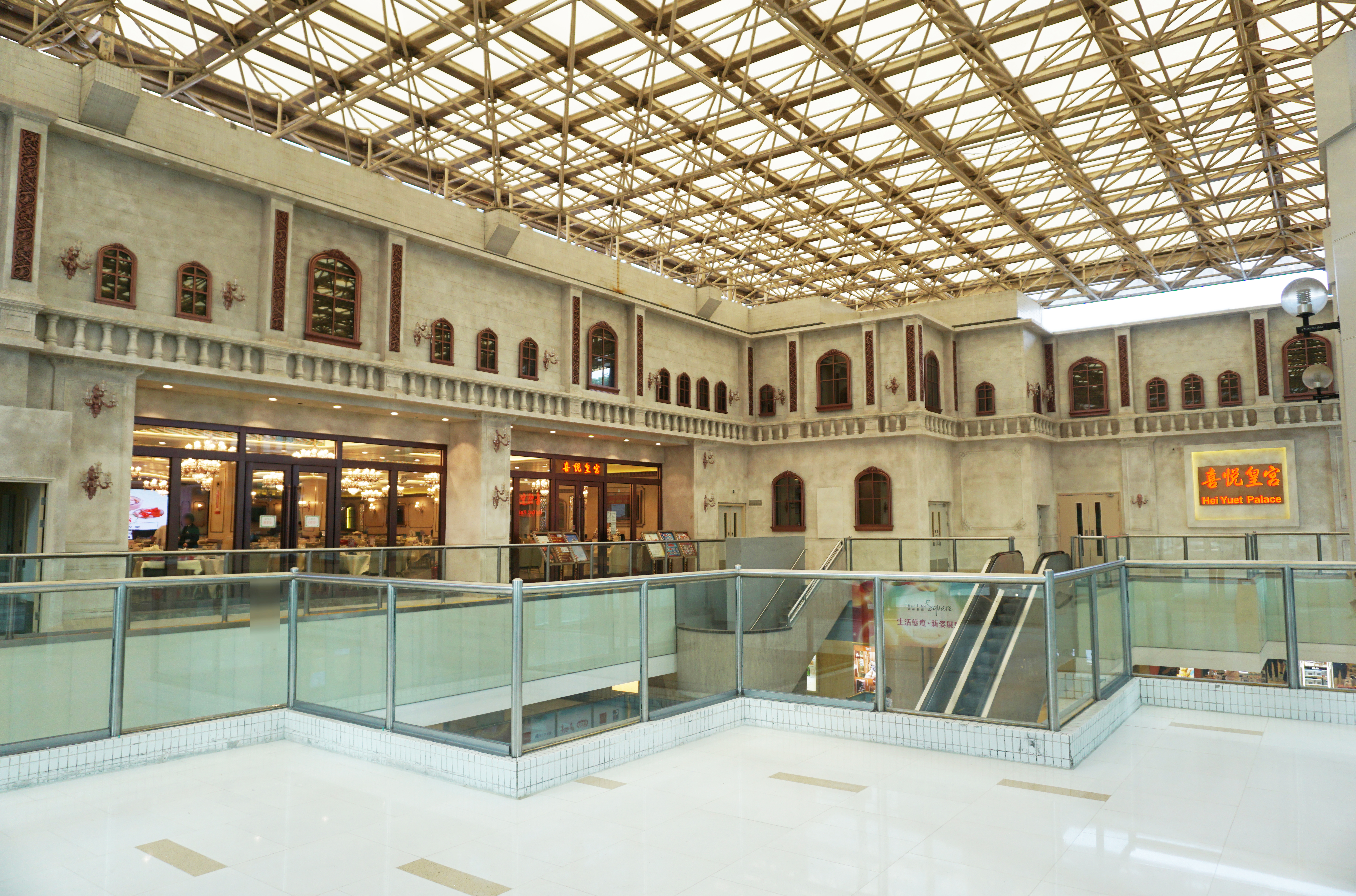
6樓
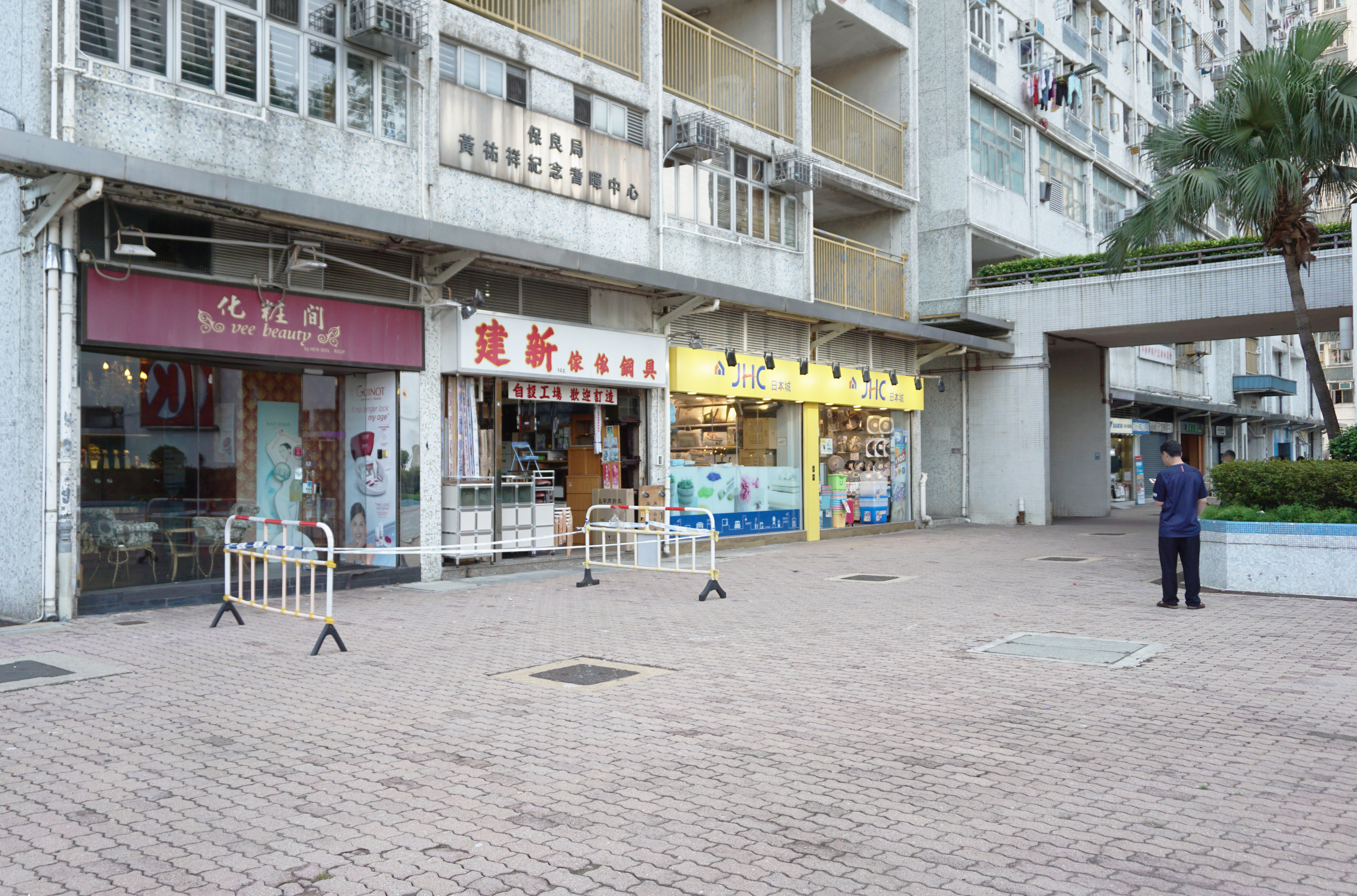
秀林樓商店

#### 翻新前的翠林商場

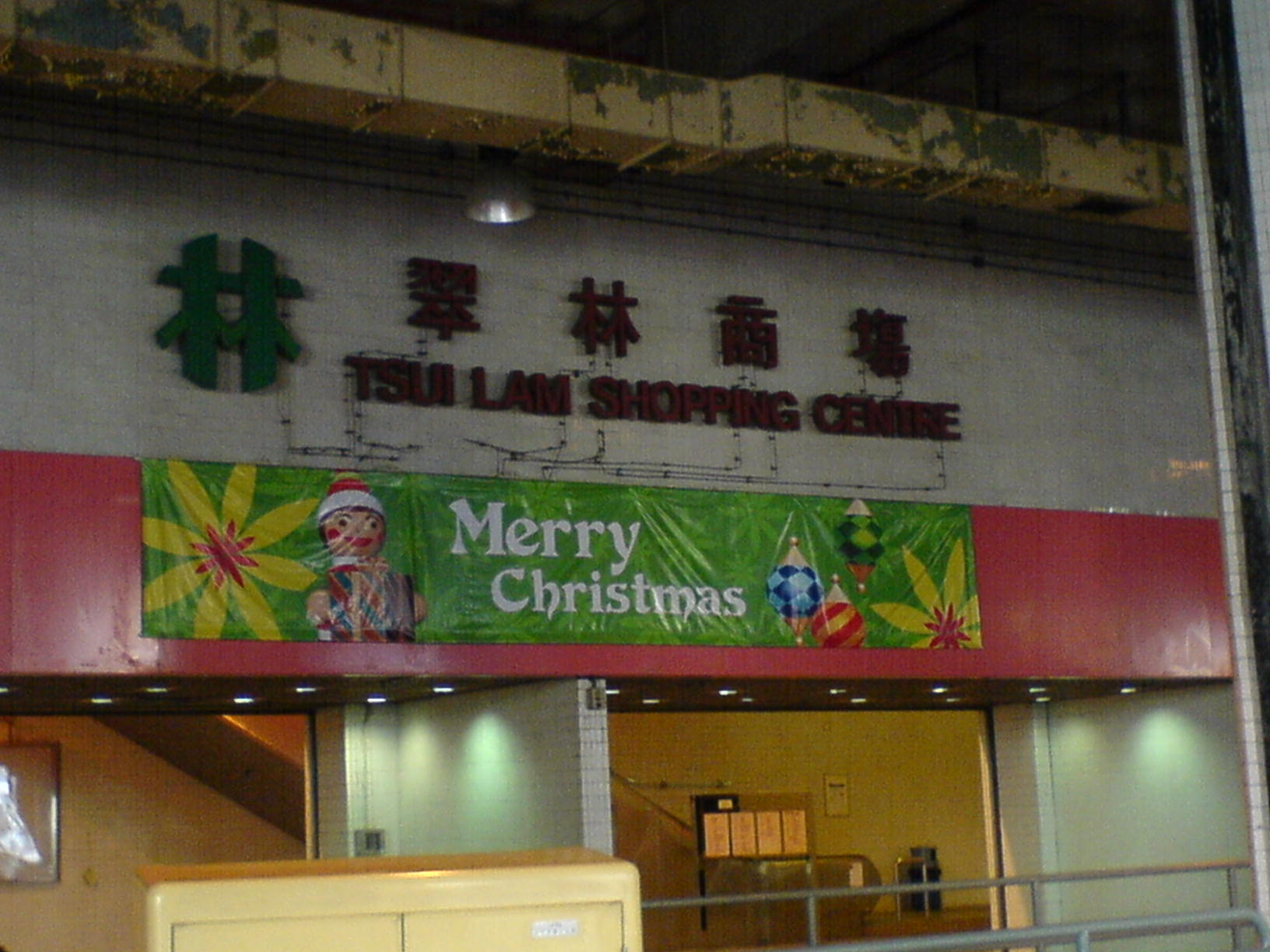
地下正門
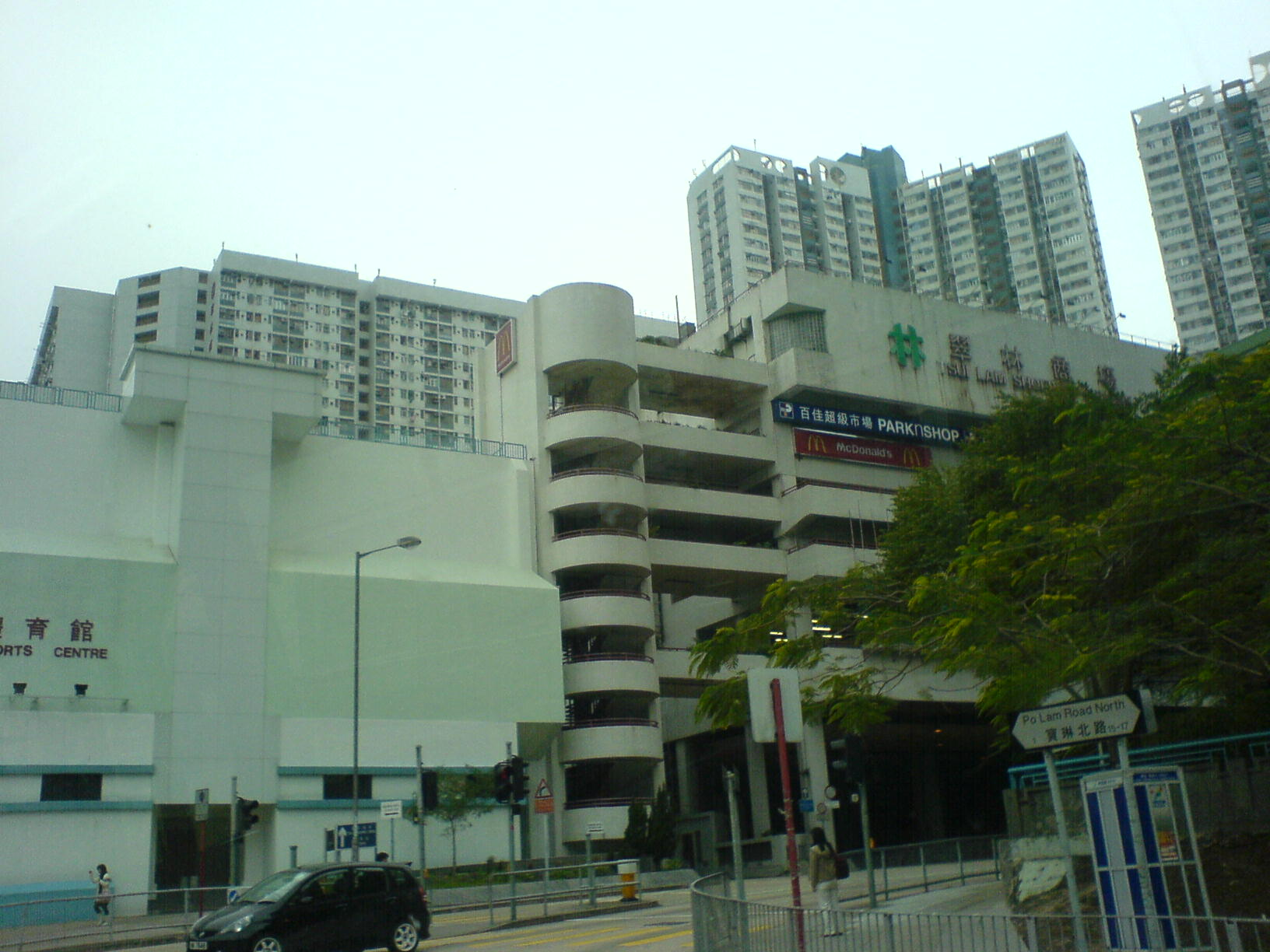
翻新前的外貌
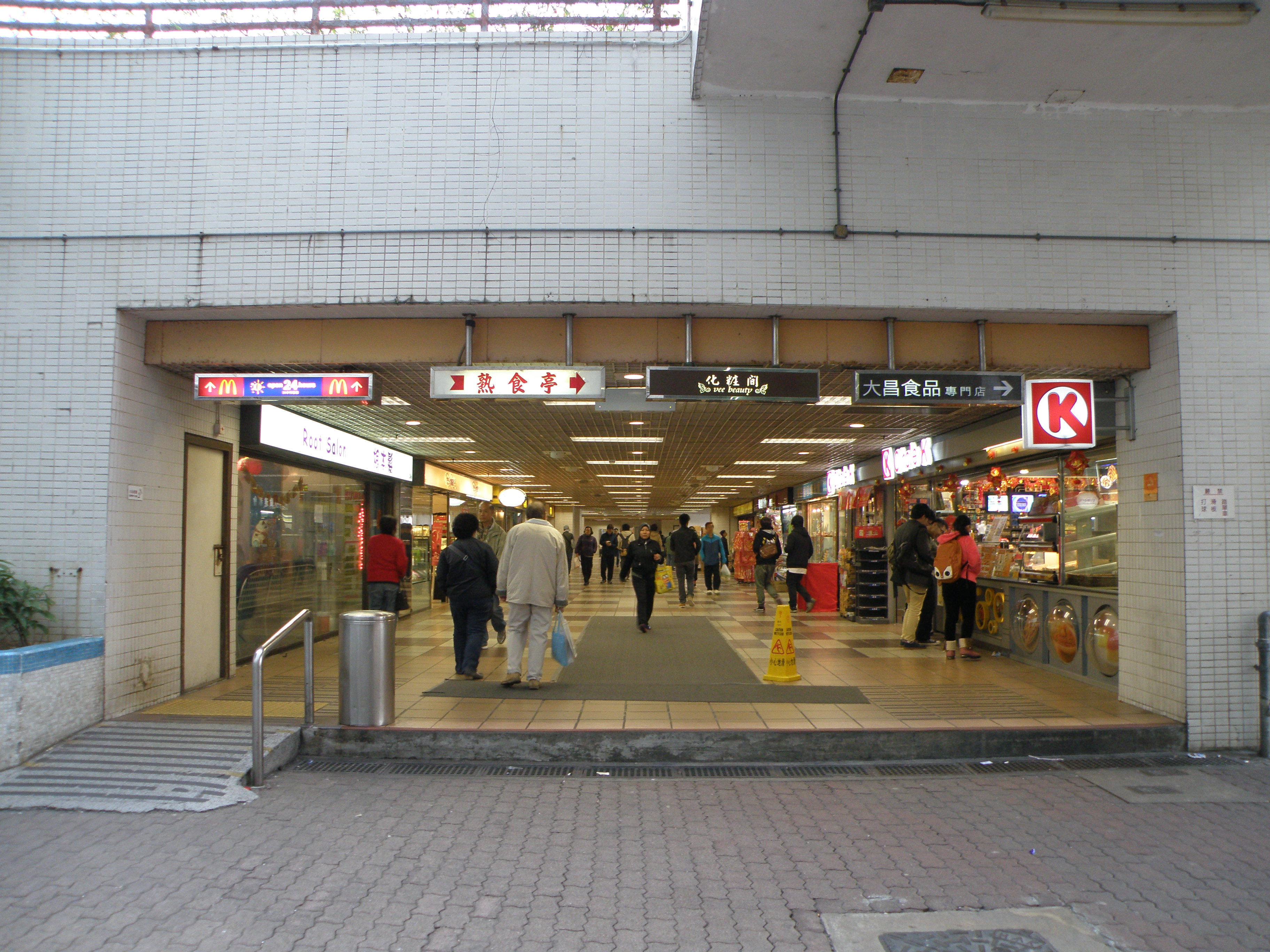
5樓

#### 匯翠坊

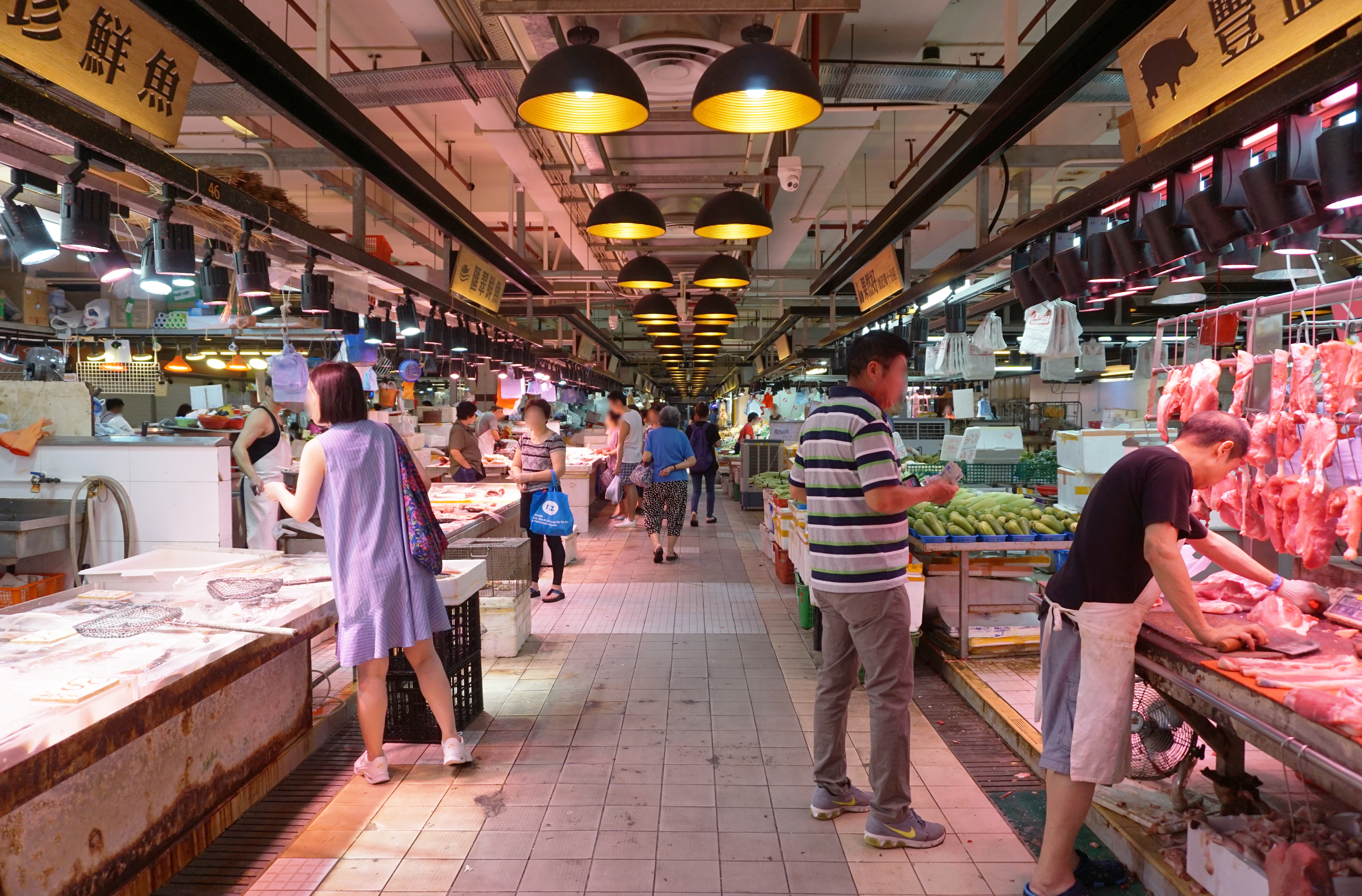
匯翠坊魚檔、菜檔及肉檔

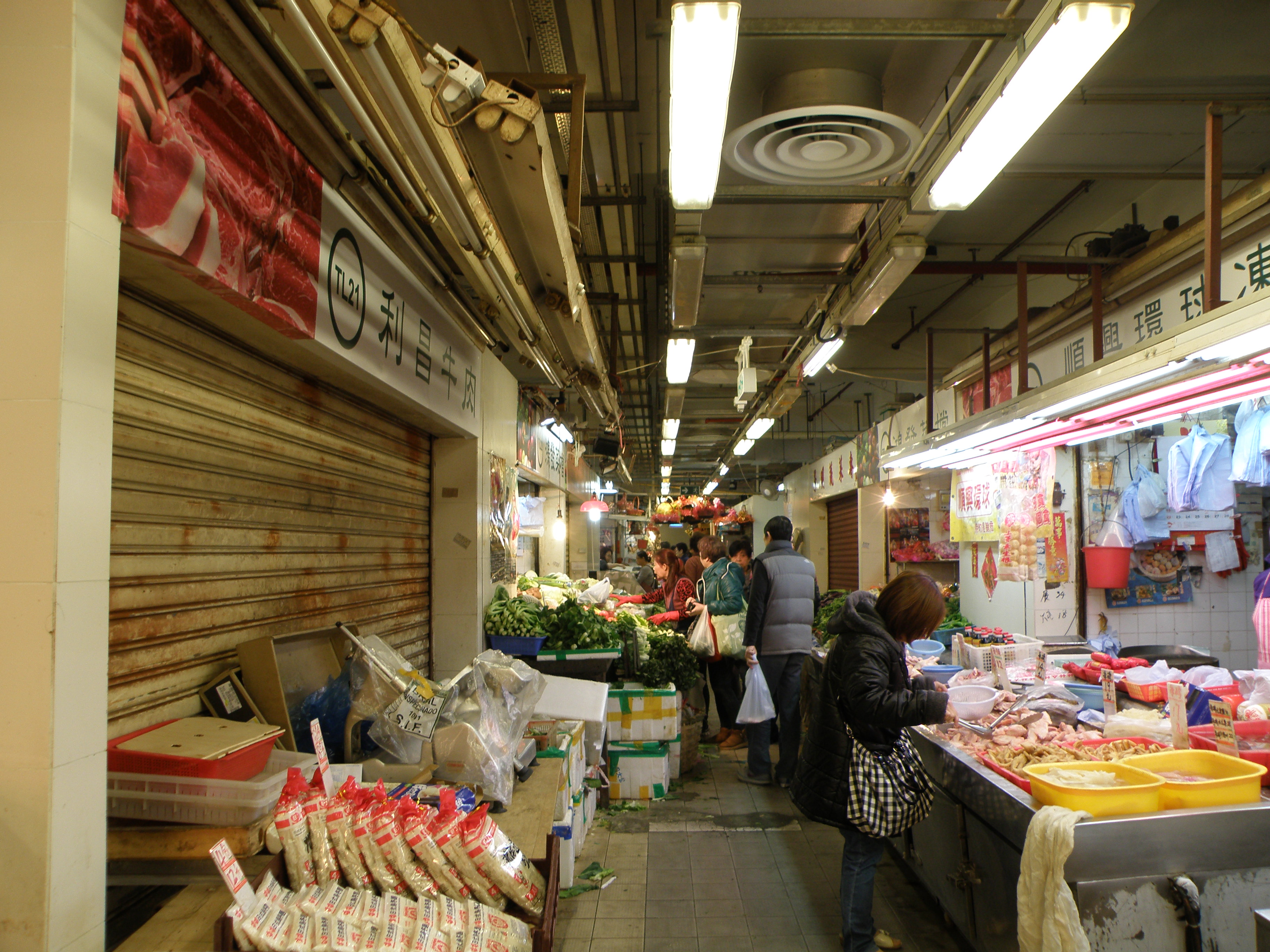
2015年翻新前的翠林街市

翠林街市自2014年易手後，管理公司大幅加租，多間經營近27年的商戶被拒絕承租和無法負擔昂貴租金，被迫結業和退休。街坊批評管理公司做法逼使商戶結業。
街市翻新後外判予「好眼光有限公司」承包管理。當中魚檔和豬肉檔疑為「好眼光」公司屬下經營。現時街市人流不多，至少有6間店舖空置中。

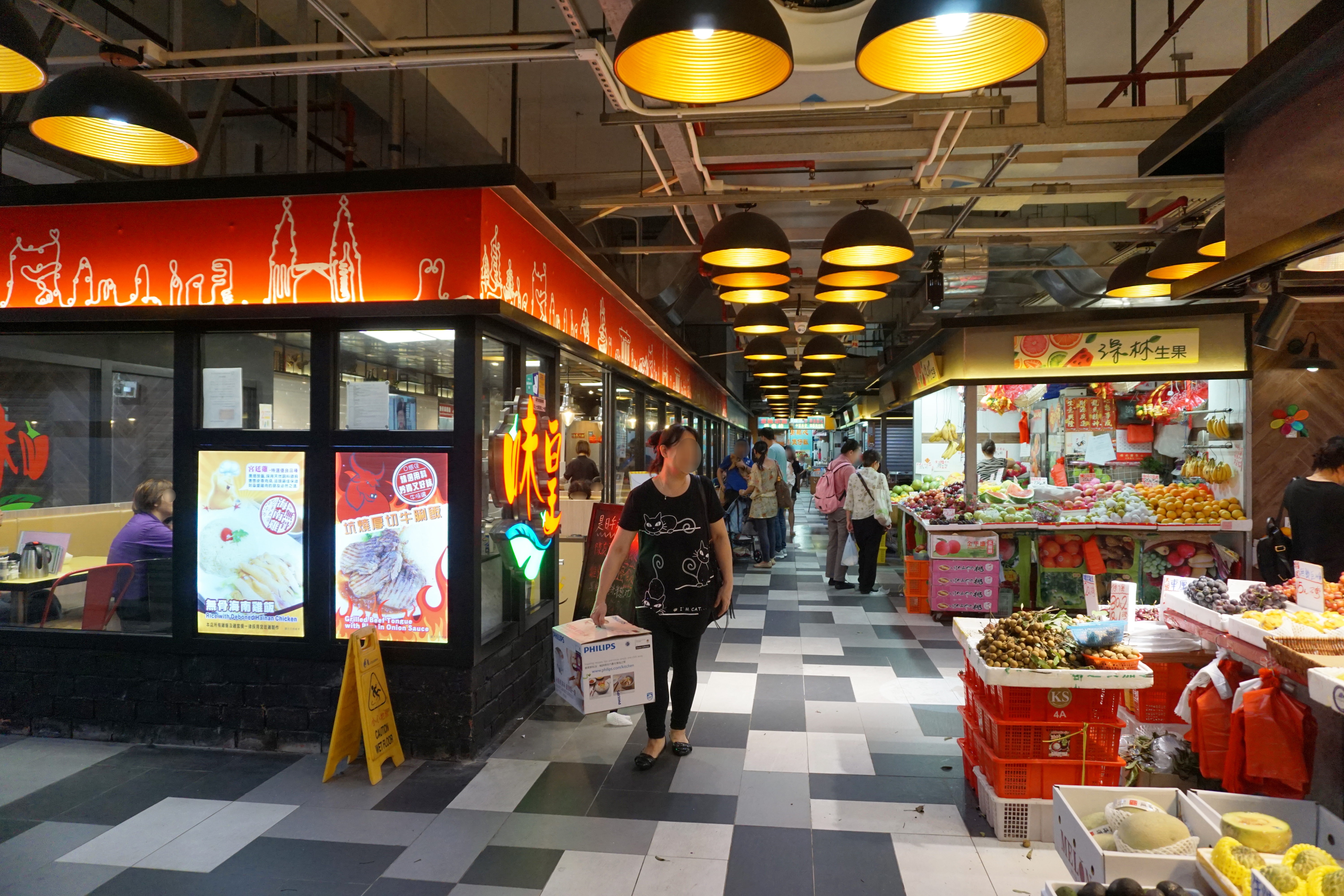
餐廳及水果檔
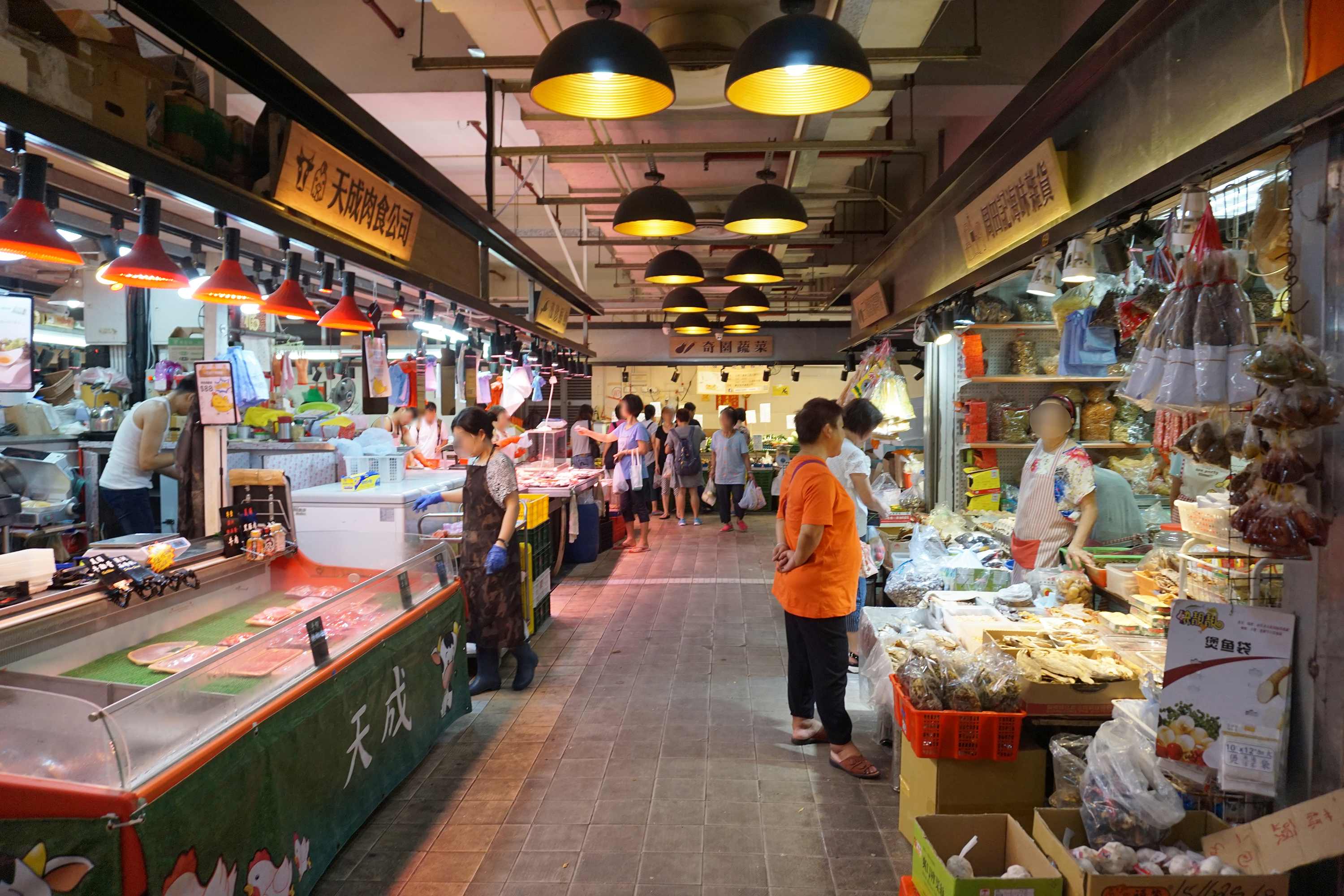
凍肉及海味雜貨檔
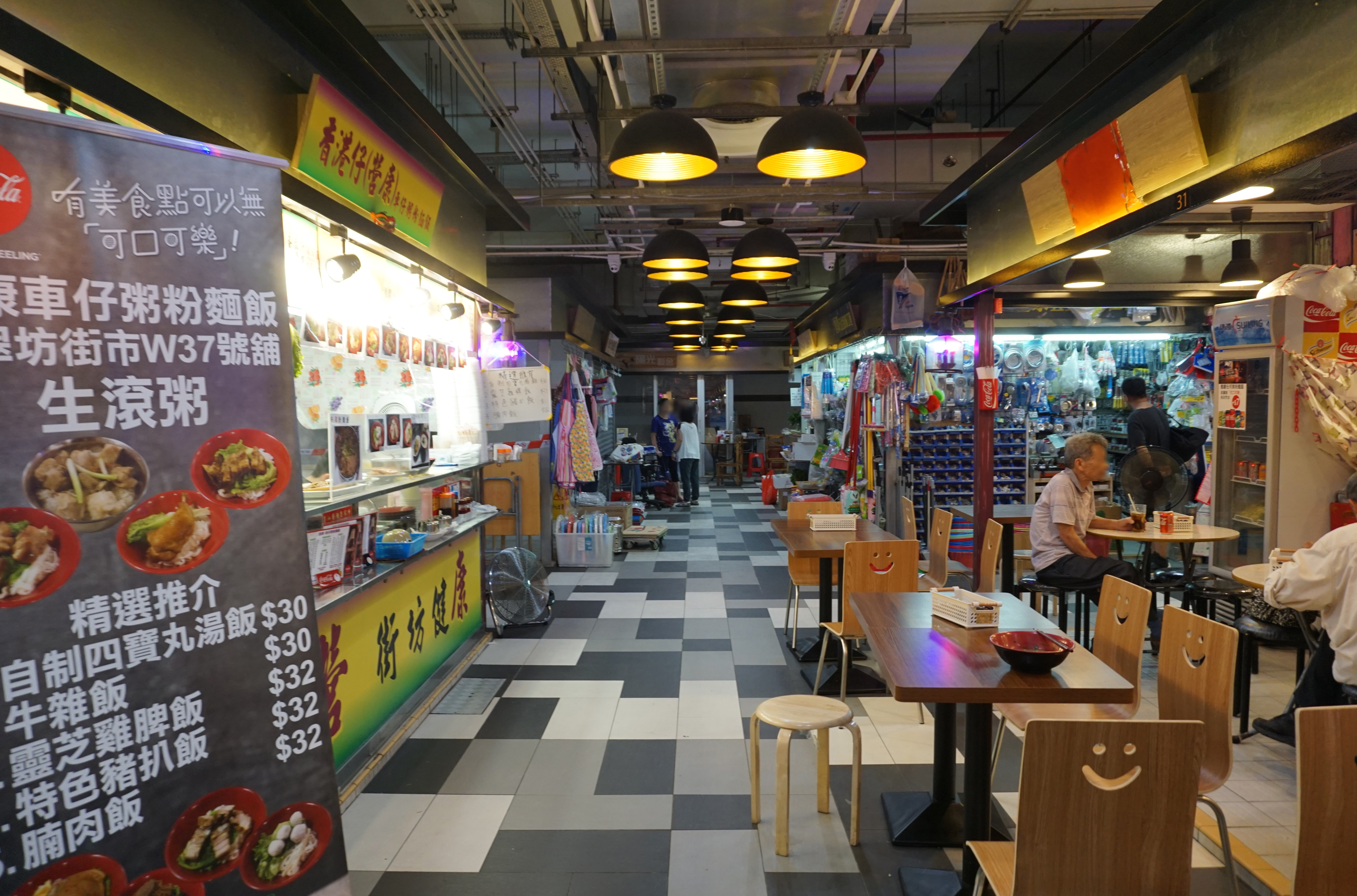
小食檔及五金店
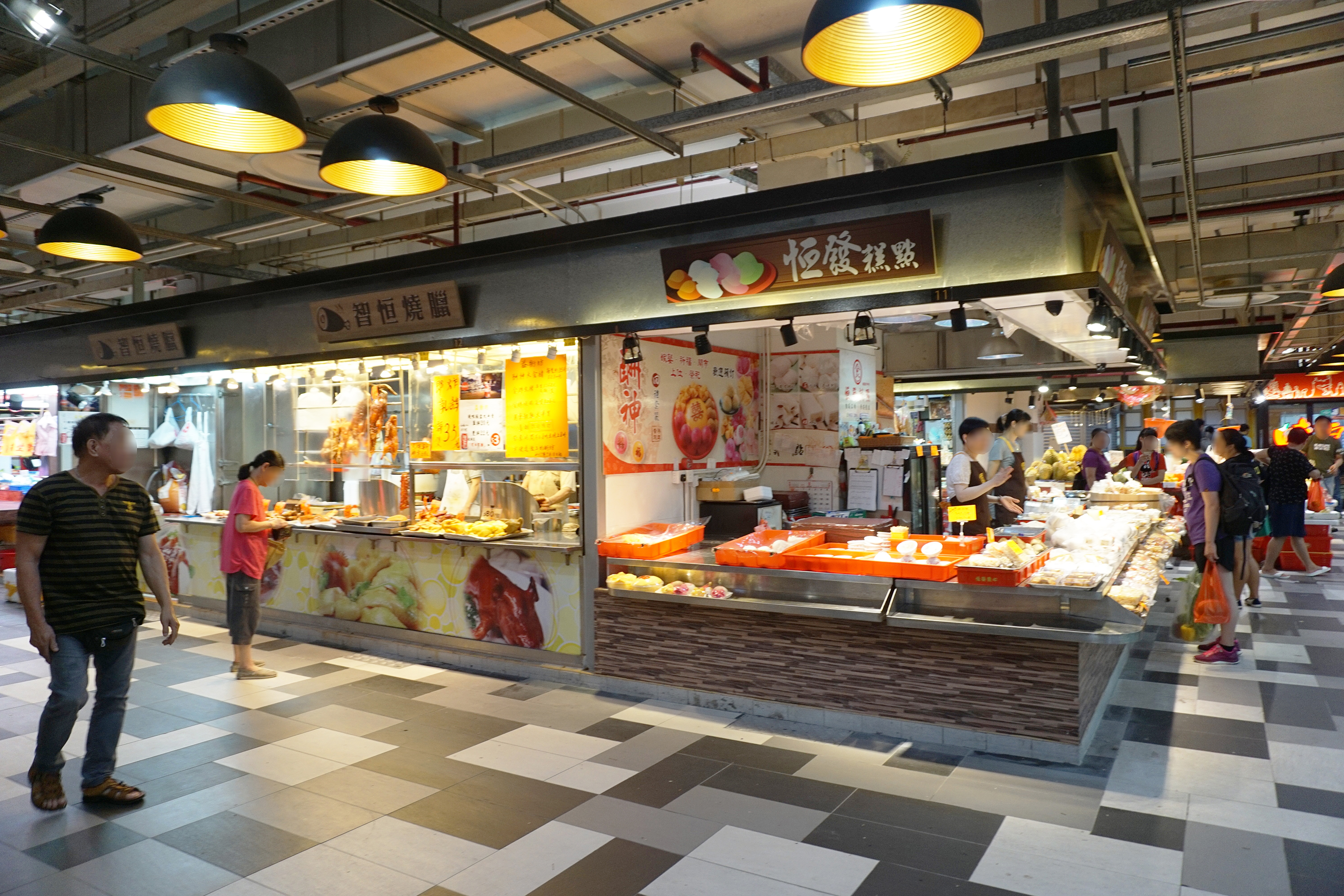
燒臘及糕點檔
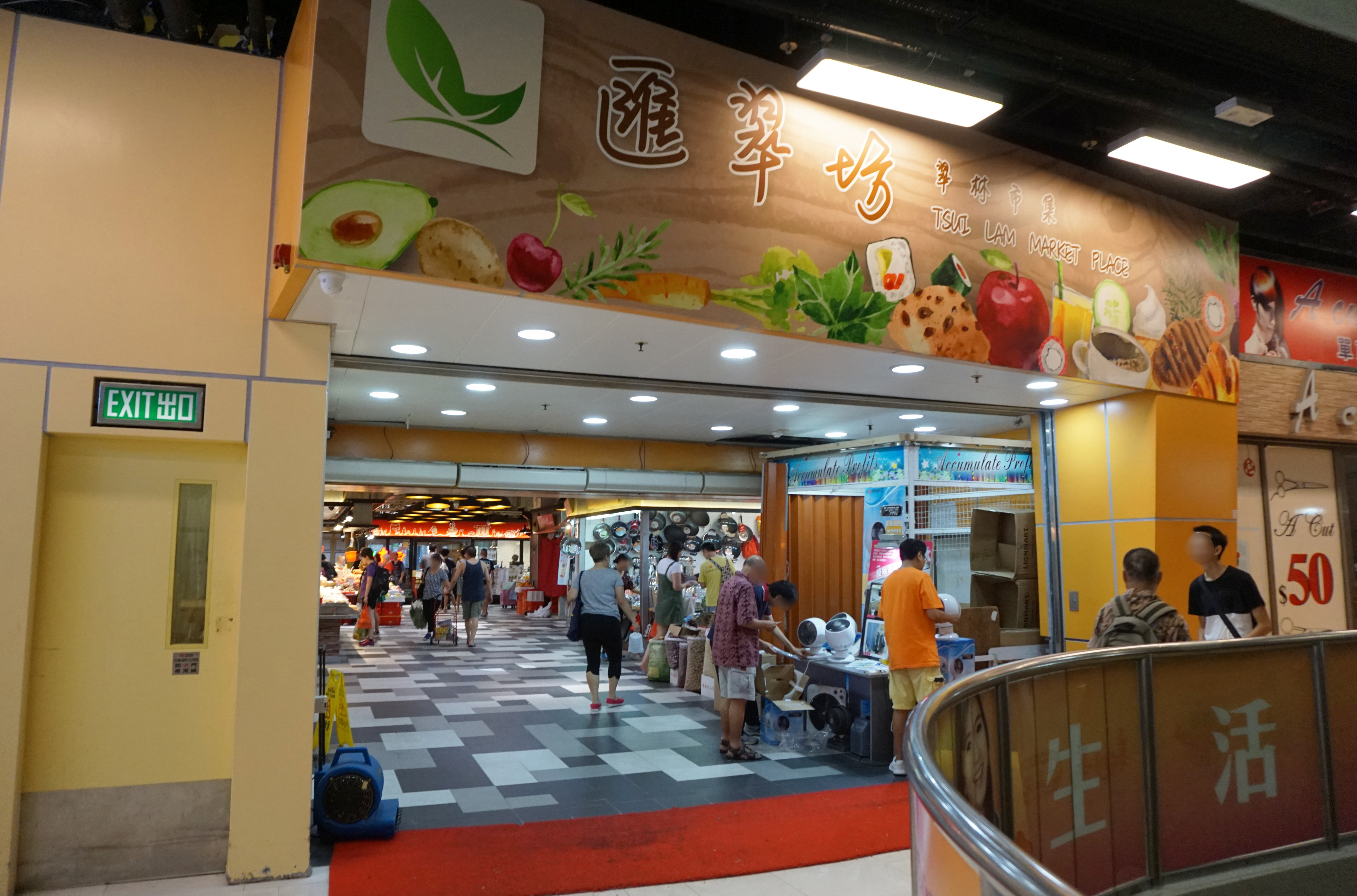
入口

#### 翠林社區會堂
連接商場二至四樓

## 教育及福利設施

### 幼稚園
- 明愛翠林幼兒學校 （页面存档备份，存于）（1989年創辦）（位於碧林樓306-313號）
- 翠林邨浸信會幼稚園 （页面存档备份，存于）（1989年創辦）（位於雅林樓地下）

已結束
- 香港互勵會聖嘉諾幼稚園（1988年創辦）（位於彩林樓地下）

### 小學
已結束
- 葛量洪校友會將軍澳學校（於政府殺校時已停用，現為青年學院[13]）
- 香港道教聯合會湯鄧淑芳紀念學校（於政府殺校時已停用，2009年4月-2011年8月為拔萃女小學臨時校舍，現為香港中文大學專業進修學院將軍澳教學中心）

### 特殊學校
- 匡智翠林晨崗學校

### 職業訓練學校
- 青年學院

### 專上教育
- 香港中文大學專業進修學院

### 長者鄰舍中心
- 保良局黃祐祥紀念耆暉中心 （页面存档备份，存于）（位於欣林樓地下A翼109-116室）

### 綜合家居照顧服務
- 明愛將軍澳綜合家居照顧服務（位於碧林樓208-210室）

### 長者日間護理中心
- 靈實翠林老人日間活動中心 （页面存档备份，存于）（位於康林樓306室）
- 基督教家庭服務中心翠林長者日間護理中心 （页面存档备份，存于）（位於彩林樓地下101, 108-116室）

### 安老院
- 耆康會東蓮覺苑護理安老院 （页面存档备份，存于）（位於安林樓4樓）

## 前區議員
雖然翠林邨和景明苑只是一條馬路之隔，但過去卻屬於西貢區議會內不同選區。翠林邨屬Q14 翠林選區，而景明苑屬Q13 康景選區（康指康盛花園，景指景明苑）。

### Q16翠林
- 石志強（ 民主黨），1996-2007
- 譚領律（ 新民黨/公民力量），2008-2019
- 蔡明禧（獨立民主派），2020-2023

### Q15康景
- 羅祥國（民協→公民力量），1996-2007
- 林少忠（ 民主黨→新民主同盟），2008-2021

## 事件
安林樓部份單位有居民報稱食水有鹹味，經管業處追查後揭發，原來有住戶私自將食水管接駁入馬桶鹹水箱，以備鹹水暫停期間轉用食水沖廁；豈料女傭大懵忘記關上接駁喉的食水掣，結果廁所水倒灌入食水管染鹹食水，導致食水出現鹹味；管業處事後勒令始作俑者將喉管還原，及保留追究權利。

## 外部連結
- 房委會物業位置及資料 翠林邨 （页面存档备份，存于）
- 香港租者置其屋末期9月推出 大紀元 （页面存档备份，存于）
- 翠林新城 （页面存档备份，存于）